# Bulevares de Marechal Józef Piłsudski

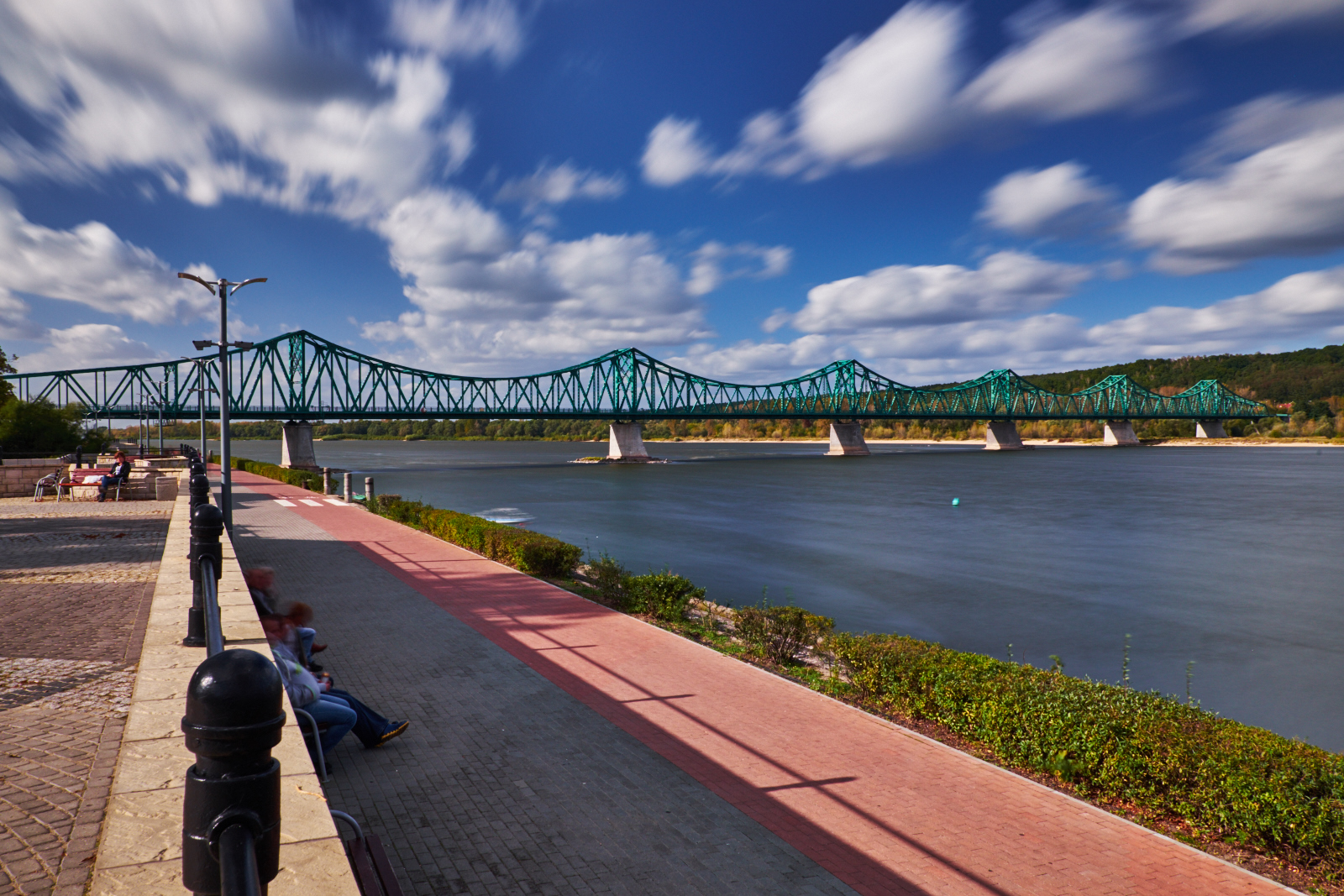
Diques Marechal Józef Piłsudski em Włocławek

Os diques Marechal Józef Piłsudski em Włocławek - a rua ao longo da margem esquerda do rio Vístula com adjacente a ela, uma calcada que passa pelo rio Zgłowiączka. Antigamente foi chamada: Nadbrzeżna (o século XIX), Bulwarowa (o século XIX - 1945) e Diques de Partido Operário Unificado Polaco (1945–1989). No século XIX coloquialmente chamada Bulwarek ( o caso instrumental da palavra Bulwark).
Nos diques ficam as festas cíclicas: Dias de Włocławek e [Dique do Desporto e a Arte (em Verão) como também outros concertos e eventos.
Fica aqui também um parque infantil e ginásio ao ar livre, foram criadas vias pedestres e ciclovias como também um estacionamento de 30 lugares. Ao longo da toda calçada ficam 27 suportes de bicicleta e 13 plataformas de observação com árvores novos e arbustos. Nam das plataformas de observação, que fica em frente da Igreja do são João Batista, na calçada está colocado o brasão da cidade de calçamento e distâncias entre as cidades mais importantes na Polônia e no mundo. Ficam ali também outros modelos por exemplo peixes (o símbolo do cristianismo). Sazonalmente opera aqui uma barraca que vende o café e gelados. A uma calçada está fixada Palco Fluente no Vístula, em frente dela ficam umas cadeiras para uns espectadores.
Os diques de Włocławek ficam no roteiro “A Ciclovia do Vístula”.

## História

### Ocupação Russa 1840-1914
A rua foi marcada em 1840. Foi chamada a rua Nadbrzeżna . Estendeu-se da rua Gdańska a já não existente rua Koniec, perto da rua atual Bechi. O nome desta rua ligou-se com o facto que ali realmente acabavam-se os edifícios da cidade. Inicialmente, a rua foi arenosa, sem edifícios, inundada frequentemente pelo Vístula.

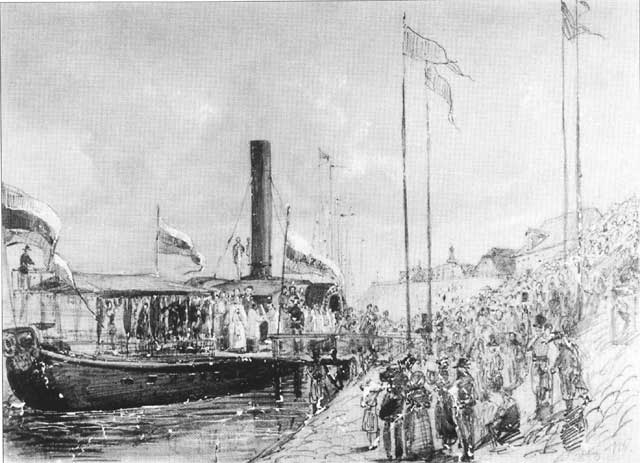
Batismo do barco „Włocławek” na pintura de Wojciech Gerson

Nos anos 1844–1846 na rua apareceram-se umas construções e estava pavimentada. Ficaram ali principalmente celeiros e casas de pescadores. Foi facilitado o acesso a beira do porto e foram montadas umas guarda-corpos de madeira que separavam a rua do Vístula. Nas guarda-corpos foi pendurada uma pele depois da abate do boi, em abatedouro que ficou na rua Towarowa, para enxugar. No Inverno, quando o Vístula ficava gelado, uma sangue fresca atraia lobos de bosques em Szpetal. A rua tornava-se muito perigosa. Sangue e os restos de abate escorriam da rua ao Visual durante de chuvas. Os restos foram comidos por cães abandonados.
Em 1853 sob os Diques foi batizado um barco de vapor chamado Włocławek.
No celeiro na esquina do Diques e a rua Browarna foram mantidas as pessoas suspeitas sobre a participação na Revolta de Janeiro. Do outro lado foram mantidas e perseguidas os participantes de primeiro alistamento depois da revolta em 1865.
Construído em 1865 a ponte flutuante ligou o bairro central de Włocławek com uma vila contemporânea Szpetal Dolny (atual Zawiśle). Isto animou a vida em volta da rua Bulwarowa. Ficou o lugar para passeios de habitantes da cidade, muitos pescavam aqui. Ao longo do Dique amarravam numerosas barcas fluviais e jangadas. A existência da passagem fixa no Vistula resultou em significação estratégica da rua.
Ainda no século XIX umas guarda-corpos foram mudadas para esses de metal. Entre os empreiteiros da guarda-corpos foi, entre outros, Fabryka Urządzeń Technicznych „Wisła” de Włocławek.
Em 1887 começou a operar Włocławskie Towarzystwo Wioślarskie. Graças a isso, os Diques tornaram-se um espectador de regatas no Vistula. A primeira sede de WTW ficava na rua Bulwarowa, na casa sob o número 7.
Na segunda metade do século XIX, sob a rua Bulwarowa, na casa de Ciechowicz, morava e dava as tutorias Izabela Zbiegniewska.
Em 1910, sob o endereço Bulwary 19, registrou a sua atividade comercial Associação “Krater” que disponibilizou um estaleiro próprio. Foram feitas ali 3 navios: Wilanów”, „Kolos” e „Hetman”.

### Primeira Guerra Mundial 1914-1918
Durante a ocupação alemã da cidade durante da Primeira Guerra Mundial perto da rua ficou Komendantura Floty Niemieckich Statków Wojennych (comandada por capitão Lerche) e Departamento da Construção (comandada por capitão Hoebel).   
Em 1914 durante do retiro, Russos queimaram a ponte flutuante. Em 1915, o governo alemão novo, reconstruiu-a.
Em Novembro de 1918 aconteceu-se aqui uma escaramuça entre troços de exércitos alemães e Legiões Polacos em Włocławek. Especialmente foram defendidas umas barcas amarradas no porto. Nesta escaramuça morreram 2 legionários, mas Alemães abandonaram a cidade.

### Guerra Polaco-Soviética e Entreguerras, 1918-1939

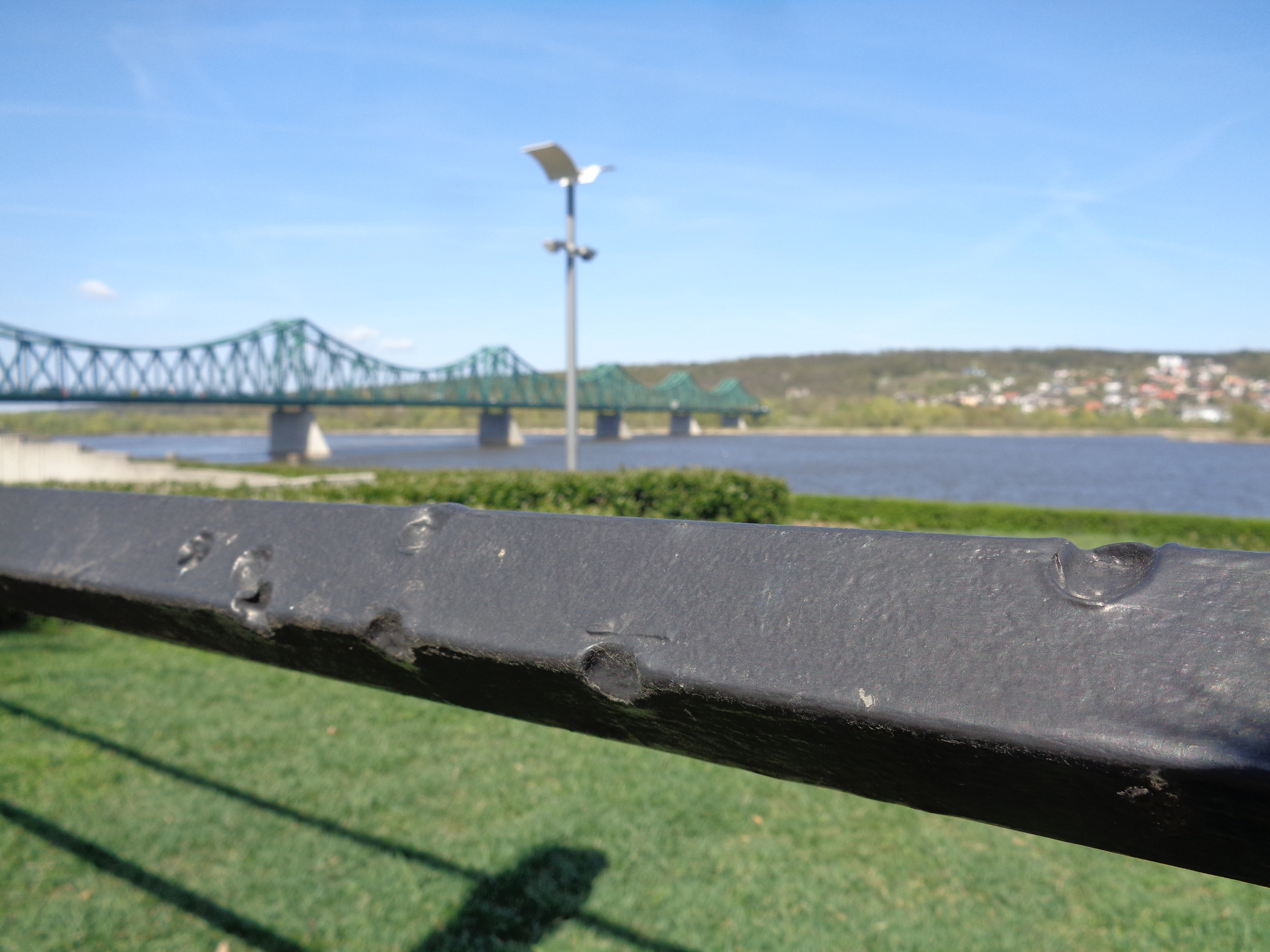
Trucos de balas da batalha em 1920 roku na cerca dos Diques

Em 1920 durante da Guerra Polaco-Soviética [a ponte flutuante foi queimada pela Forças Armadas da Polônia para dificultar a passagem pelo Vístula aos Soviéticos.
Em Agosto de 1920 aconteceu-se aqui uma escaramuça entre forças polacas que se defendiam na margem esquerda e Soviéticos que ocupavam a margem direita. Na rua Bulwarowa foram construídas umas trincheiras da qual polacos trocavam o fogo com bolcheviques. Nas trincheiras trabalharam enfermeiras, padres e voluntárias que distribuíram a comida. Durante da batalha morreram 40 pessoas, como também as voluntárias. Foram destruídas casas sob rua Bulwarowa e o Palácio Episcopal. Foi danificada também a igreja do São João. Até hoje é possível ver os traços de balas na cerca dos diques.
A ponte flutuante foi restabelecida em 1922. Finalmente foi desmontada em 1938, já depois da construção duma ponte nova de aço.
Em 1930 foi erigido o monumento de Marechal Józef Piłsudski no centro da praca espacialmente construida. A construção do monumento foi o manifesto do culto de Józef Piłsudski. O monumento foi demolido pelo ocupante Nazista em 1940, mas a praça existe até hoje.
Em 1937 ficou aberta cerimonialmente a ponte de Edward Śmigły-Rydz. O patrono da ponte propriamente cortou uma fita.
Na época de Entreguerras os Diques tornaram-se o lugar tradicional da comemoração de aniversário da batalha de 1920. Reuniram-se aqui umas delegações de associações, forças armadas, clero e habitantes da cidade. Desde de 1922 foi organizada aqui uma marcha da Praça Saxão contemporânea (hoje Praça da Liberdade) aos Diques. Aqui foi feita uma revisão do exército e foi cantado o hino. As comemorações não foram organizadas no dia 15 de Agosto como agora, mas ao longo de anos foram organizada nos vários dias entre 12 e 27 de Agosto.
Na época da República Popular da Polônia este aniversário não foi comemorado, mas depois de 1989 as comemorações principais do Milagre no Vístula acontecem-se a estátua de Poległych Obrońców Wisły.

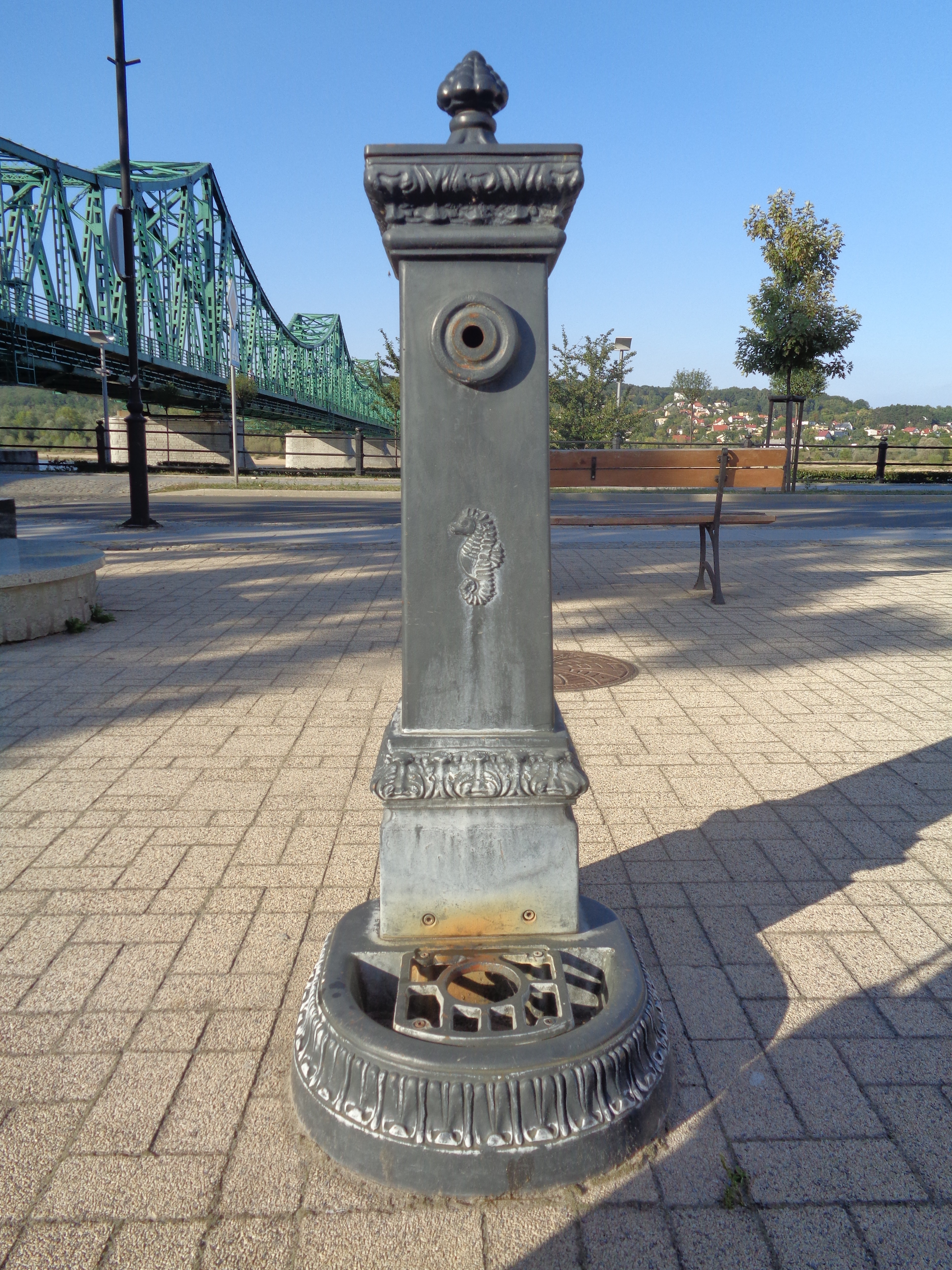
Hidrante decorativo na rua Diques Marechal Józef Piłsudski em Włocławek

### República Popular da Polônia, 1945-1989
Na época da República Popular da Polônia a rua mudou o nome para a rua do Partido Operário Unificado Polaco. Em 14 de Dezembro de 1978 na praça, em vez do antigo monumento de Piłsudski, foi revelado o monumento Ludzi Pracy. Desde de 1979 o monumento tornou-se o lugar na qual iniciam-se as marchas do 1 de Maio em Włocławek. Como uma das acções de comunização em 1989 o monumento tinha de ser demolido mas finalmente isso nao se aconteceu.
Nos anos 80. foi liquidów o porto de Włocławek, o que reduziu o tráfego ao longo desta rua.

### Terceira República Polonesa, desde de 1989
Em Maio de 2010 a calçada foi inundada durante uma inundação.
Nos anos 2010–2011 os Diques foram completamente modernizadas. Foram criadas aqui ciclovias e pavimentos, foram adicionados bancos. Neste tempo foi criado ginásio ao ar livre, parque infantil, estacionamento e plataformas de observação. Em 2013 foi criado o Palco Fluente no Vístula, com umas cadeiras para uns espectadores.
Em 2013 as ambas margens do Zgłowiączka foram ligadas pela passarela, no ano seguinte foi colocada em serviço a marina Jerzy Bojańczyk.

## Construções

### Construções modernas

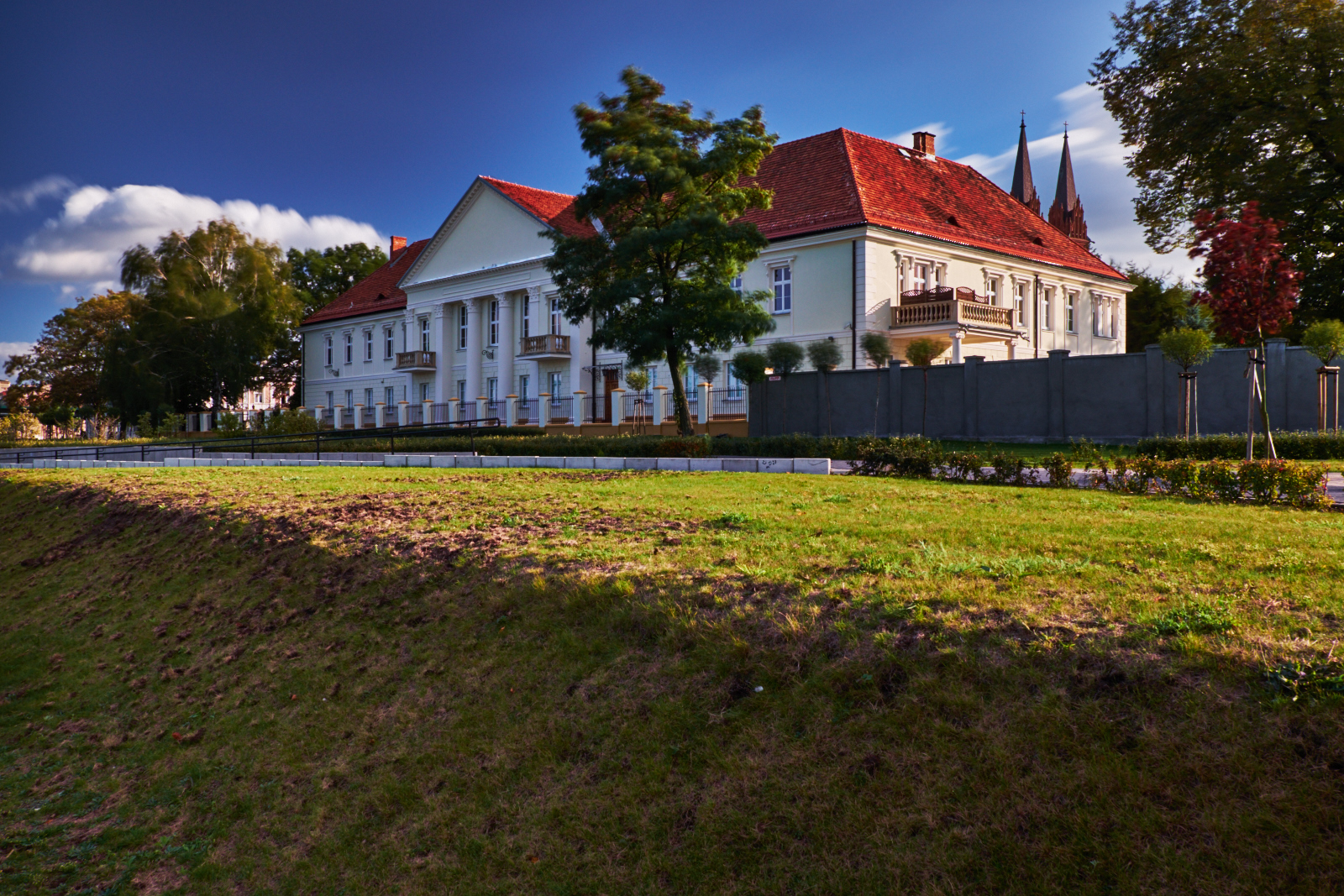
Palácio Episcopal visto da calçada

Ao longo da rua Bulwary Marechal Józef Piłsudski ficam os muitos prédios de apartamentos históricos como também outras construções importantes para a história e cultura da cidade. Como segue:
●  Complexo das Escolas Químicas Maria Skłodowska-Curie, rua Bulwary 4, na esquina com a rua Ogniowa.
●  Complexo das Escolas Técnicas (o edifício construído em 1924), registrado na rua Ogniowa, a pista aderi ao rua Browarna.
●  III Liceu Maria Konopnicka (o edifício construído nos anos 1926–1930), registrado sob o endereço de Bechi 1, aderi ao rua Bulwary.
●  Villa antiga de Feliks Steinhagen (construída nos anos 1923–1925), atualmente a sede duma delegação do Escritório de Marechal da voivodia Kujawsko-Pomorskie com um ponto de informação para dotação de fundo europeu, registrado sob o endereço de Bechi 2, aderi a praça na rua Bulwary. 

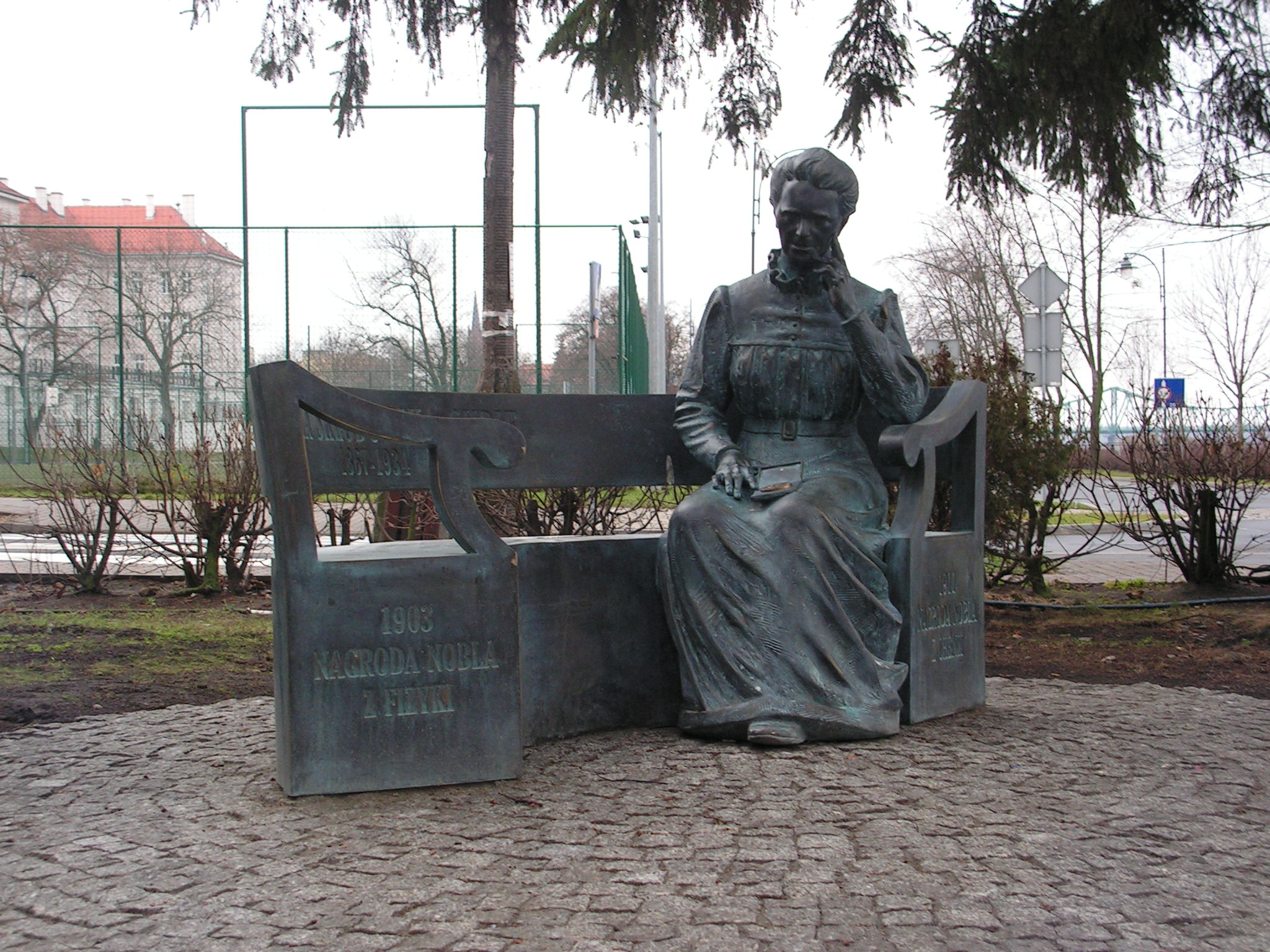
Banco Maria Skłodowska-Curie em frente do Complexo das Escolas Químicas, 2019 r.

●  Monumento Ludzi Pracy, revelado em 1978, na praça na rua Bulwary.
●  Casa histórica, atualmente a sede do Centro de Emprego da Voivodia em Toruń, o filial em Włocławek, rua Bulwary 5b, construída em 1950.
●  Celeiro construído em 1848, atualmente a sede da Divisão do Museu Etnográfico da Terra de Kujawy e Dobrzyń, rua Bulwary 6, esquina das ruas Towarowa e Szpichlerna.
●  Celeiro construído em 1842, atualmente armazém do Museu da Terra de Kujawy e Dobrzyń, rua Bulwary 9, esquina das ruas Szpichlerna 8 e Rybacka

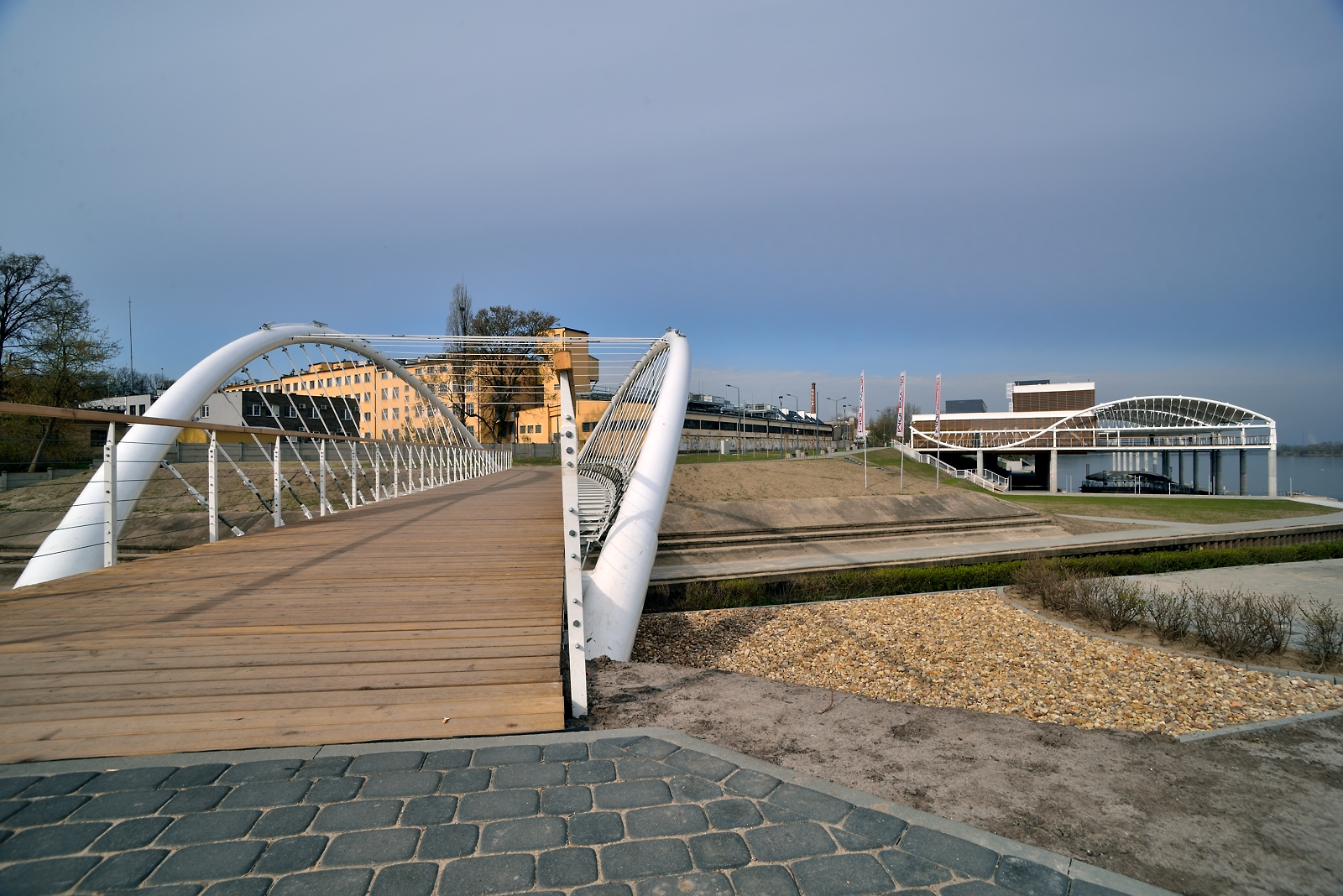
Marina na foz do Zgłowiączka ao Vístula

●  Casa histórica, construída em 1910, registrada na rua Browarna 2 na esquina com a rua Bulwary.
●  Casa histórica, construída em 1937, rua Bulwary 15.
●  Casa histórica, construída em 1938, rua Bulwary 16.
●  Casa histórica, construída no início do século XX, rua Bulwary 17][22]
●  Celeiro antigo, agora casa, construída em 1900, rua Bulwary 18 (na esquina com a rua São João 1).
●  Igreja do são João Batista, construída no século XVI.
●  Casa, construída em 1842, o monumento planejado para ser inscrito ao registro, registrado na rua Maślana 2, aderi ao Diques.
●  Casa, construída em 1881, queimada em 1996 e reconstruída em 1998, o monumento planejado para ser inscrito ao registro, rua Bulwary 22, na esquina com a rua Wiślana 1.
●  Casa histórica, construída em 1902, antigamente uma sede do Clube de Doador de Sangue Honorário da Cruz Vermelha Polaca e do Clube da Ajuda para Crianças com Diabetes, rua Bulwary 24.

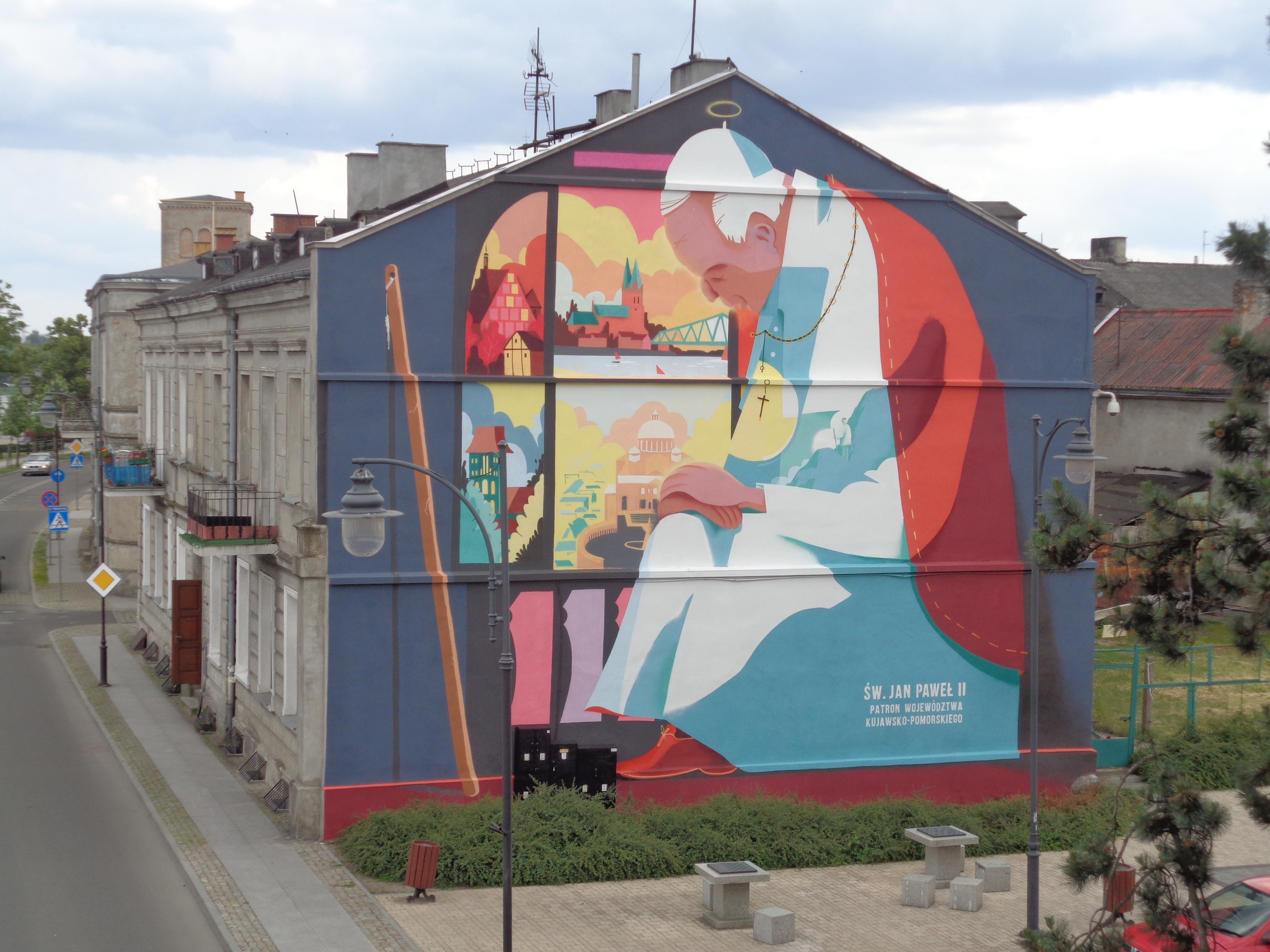
Pintura mural com João Paulo II

●  Casa, construída em 1901, monumento planejado para ser inscrito ao registro, rua Bulwary 25.
●  Casa, construída em 1910, monumento planejado para ser inscrito ao registro, rua Bulwary 27.
●  Casa histórica, construída em 1902, rua Bulwary 24, na esquina com a rua Gdańska 1.
●  Palácio Episcopal - o castelo antigo, construído no século XIV e várias vezes reconstruído, fica no fim da rua Gdańska.
●  Marina Jerzy Bojańczyk, colocada em serviço em 2014. Fica na rua Piwna e e ligada com os Diques pela passarela.
Acima da rua passa a ponte de Edward Śmigły-Rydz. No arredor ficam ins tabuleiros no ar livre e o monumento que recorda o lugar, onde na Idade Média, passava a fronteira entre Civitas Cathedralis (Cidade Catedral), terreno que pertenceu aos bispos de Kujawy, e Civitas theutonicalis (o terreno onde instalavam-se comerciantes).

### Construções não preservadas

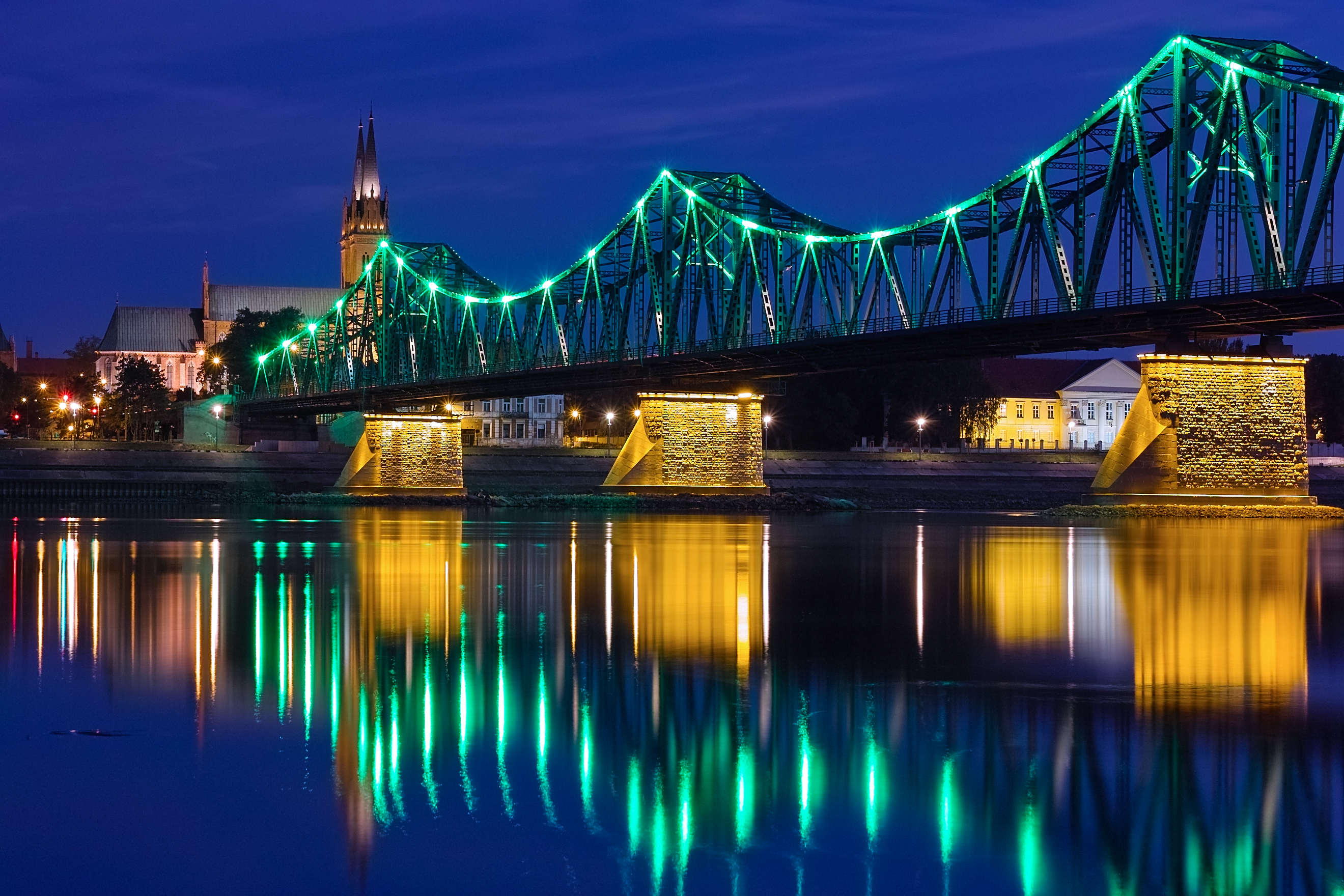
Vista para a ponte de Edward Śmigły-Rydz

Ainda no século XIX existiram aos Diques os restos do Catedral do santo Estanislau do século XIII][3] perto qual funcionou o comentário.[ O Catedral ficava no lugar atual dos edifícios nas ruas Bulwary 27 (esquina com rua Bednarska 2) e Bulwary 28 (até a esquina com a rua Gdańska 1). Em 1902 durante a construção do prédio de apartamentos que fica aqui até hoje, foi descoberta uma cripta de pedra que tornou-se os restos da Igreja e túmulos do cemitério. Seguintes túmulos foram descobertos nos anos 90 do século XX no lugar onde o prédio de apartamentos aderi aos edifícios na rua Bulwary 27 na esquina com a rua Bednarska 2. Em 2011, durante da reestruturação do edifício na rua Gdańska 3, foram descobertas seguintes túmulos do cemitério antigo.
Entre os primeiros edifícios, ao lados de celeiros, ficavam também umas casas de pescadores que não se preservam até hoje.
No fim do século XIX, ao Dique sob Vístula, foi criada primeira marina de Włocławskie Towarzystwo Wioślarskie que não se preservou até hoje.

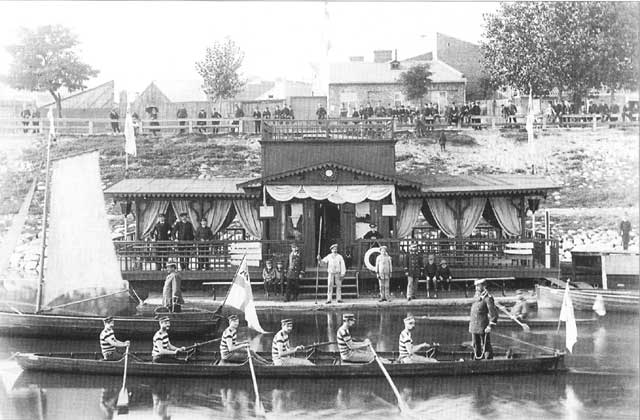
Marina, não preservada, no Vístula na foto de Bolesław Sztejner

Em 1930 na praça na rua Bulwary foi revelado o monumento de Marechal Józef Piłsudski, demolido pelo ocupante Nazista em 1940.
No Vistula, acima da rua Gdańska, ainda pode-se observar os restos da ponte flutuante antigo, desmontada em 1938.
Em 2017 foram demolidas duas casas históricas na rua Bulwary 12 (construída em 1930) e rua Bulwary 13 na esquina com a rua Browarna 1 (construída em 1938).

## Galeria

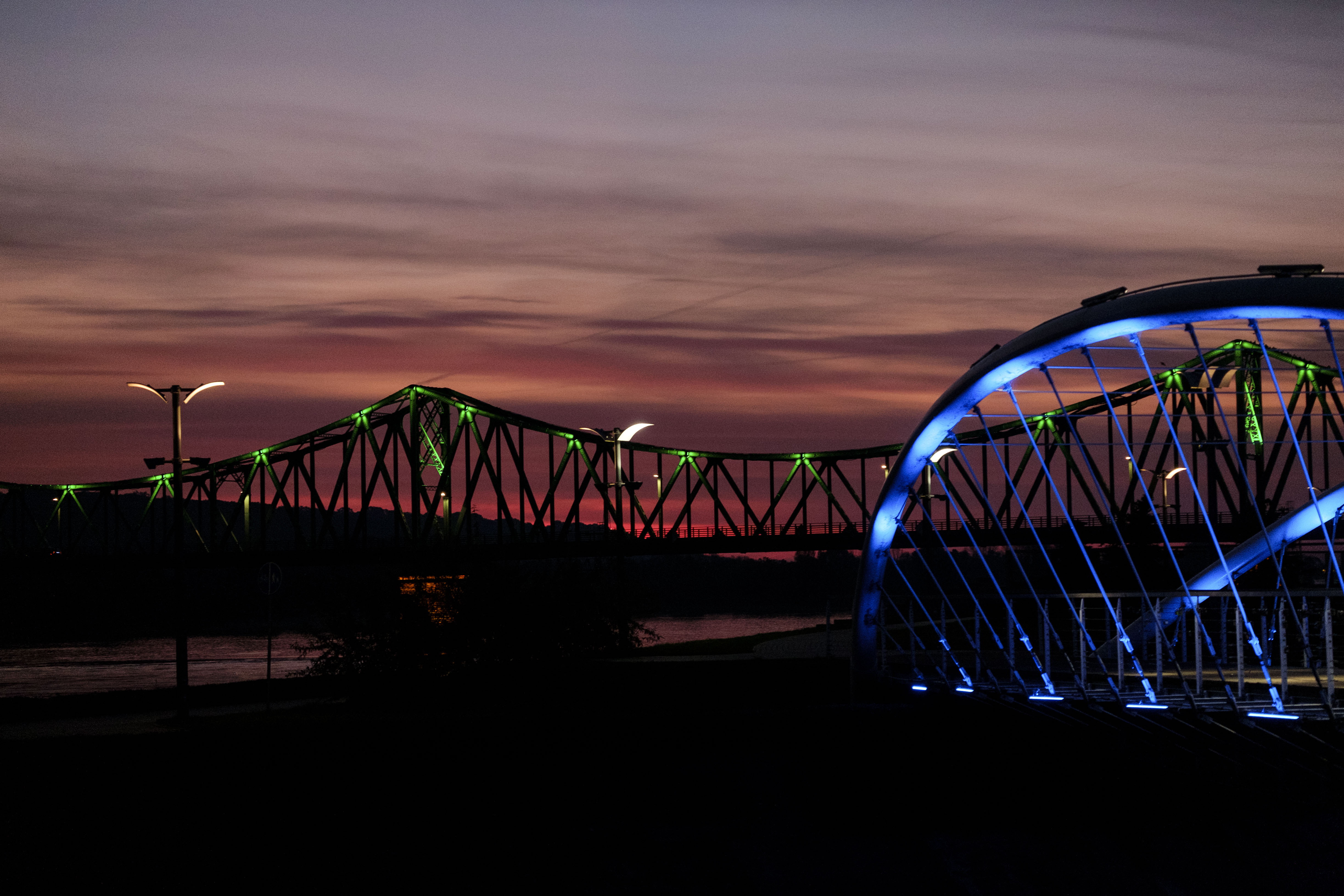
Vista para a ponte de Edward Śmigły-Rydz e uma passarela sob o Zgłowiączka
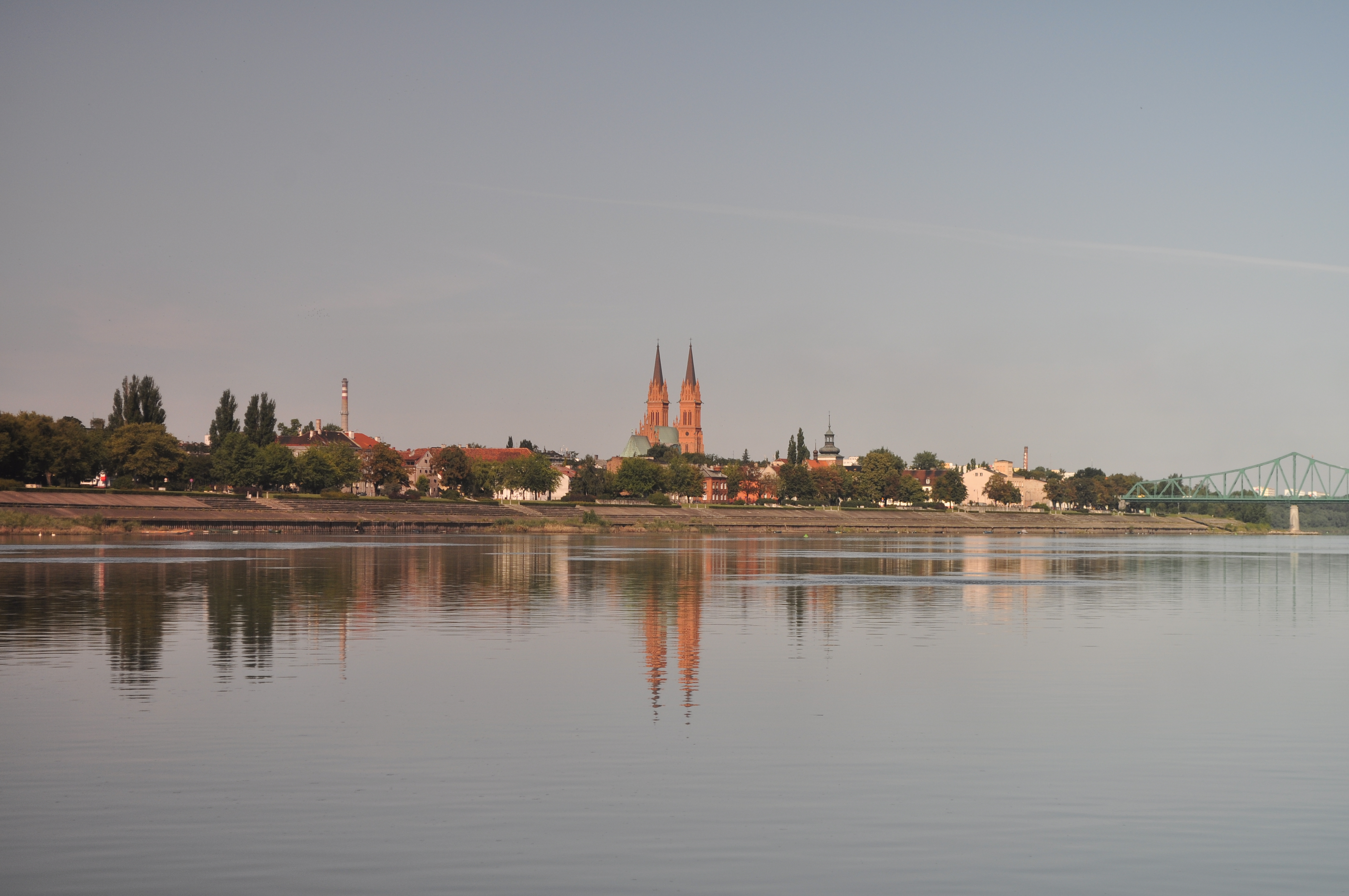
Vista do outro lado do Vístula
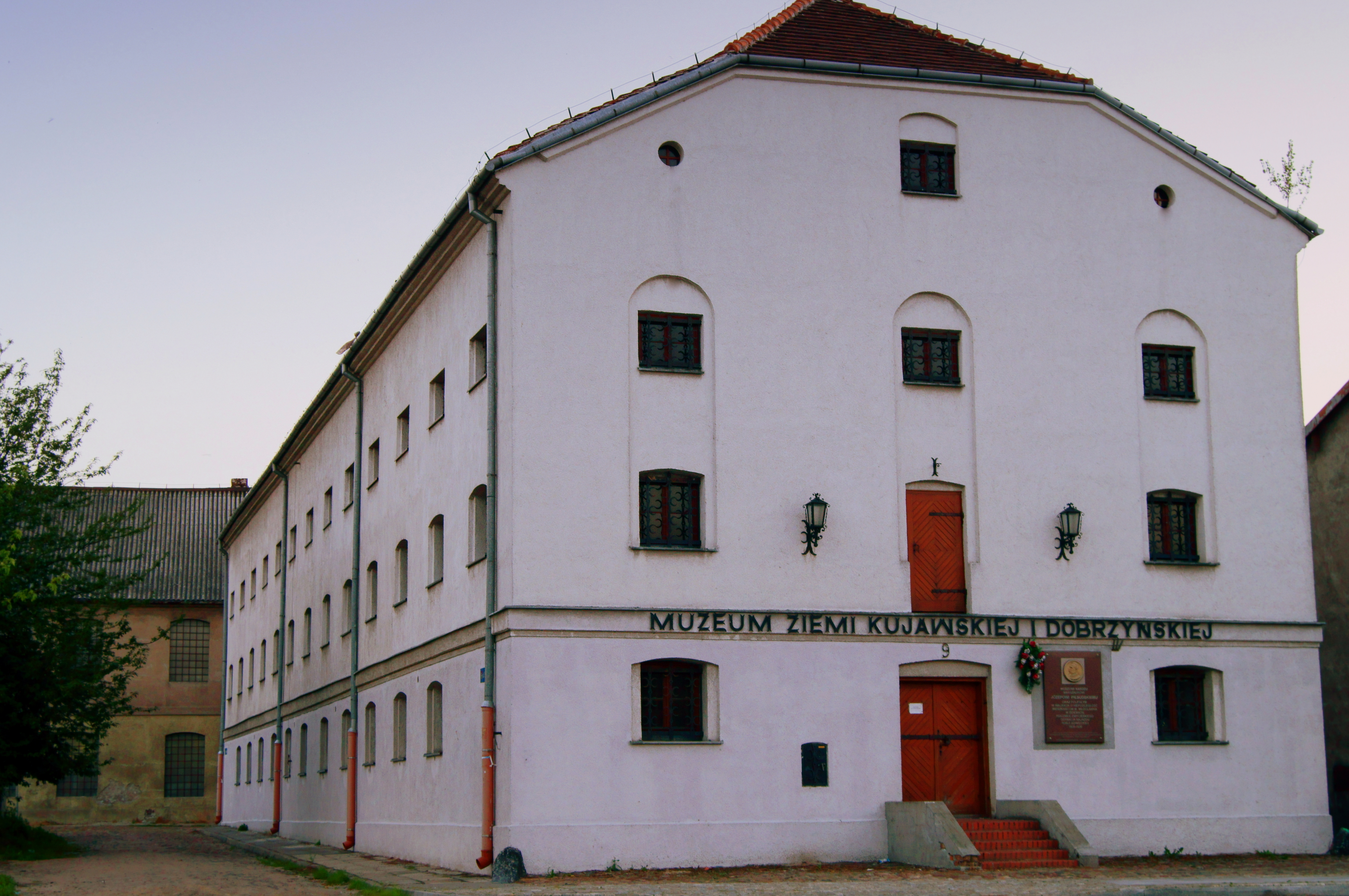
Celeiro construído em 1842, atualmente armazém Museu da Terra de Kujawy e Dobrzyń
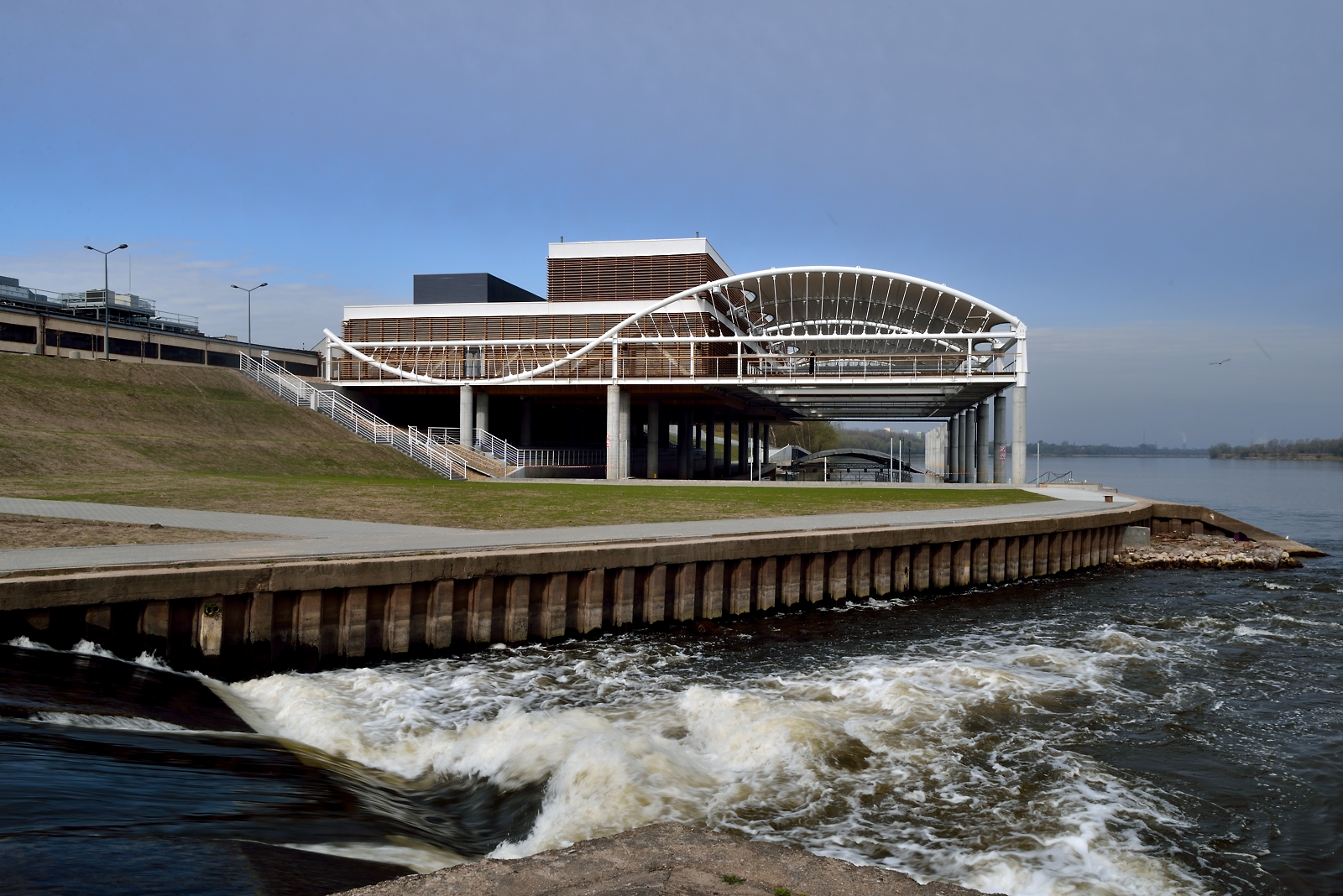
Marina Jerzy Bojańczyk
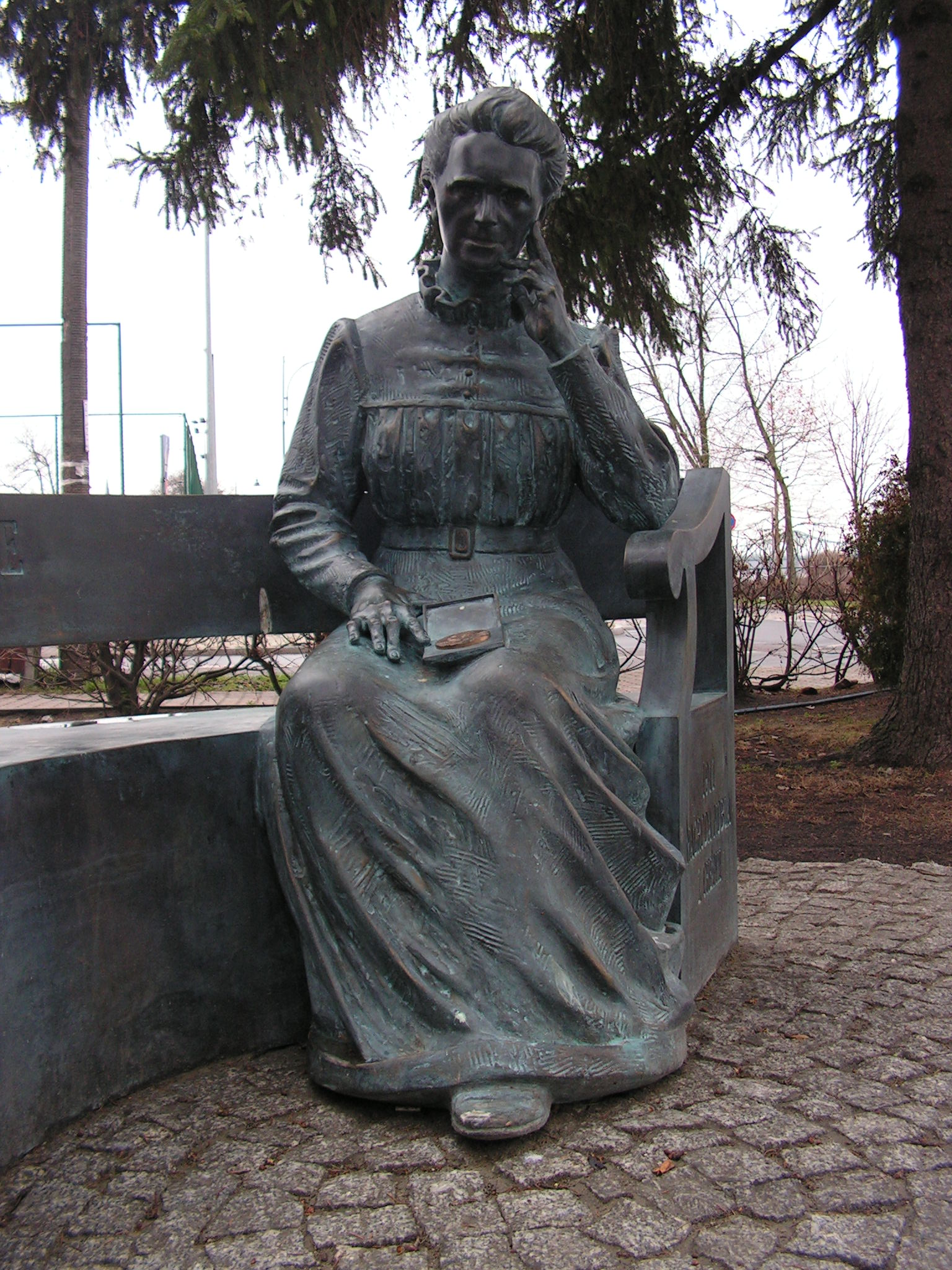
Banco Maria Skłodowska-Curie em Włocławek
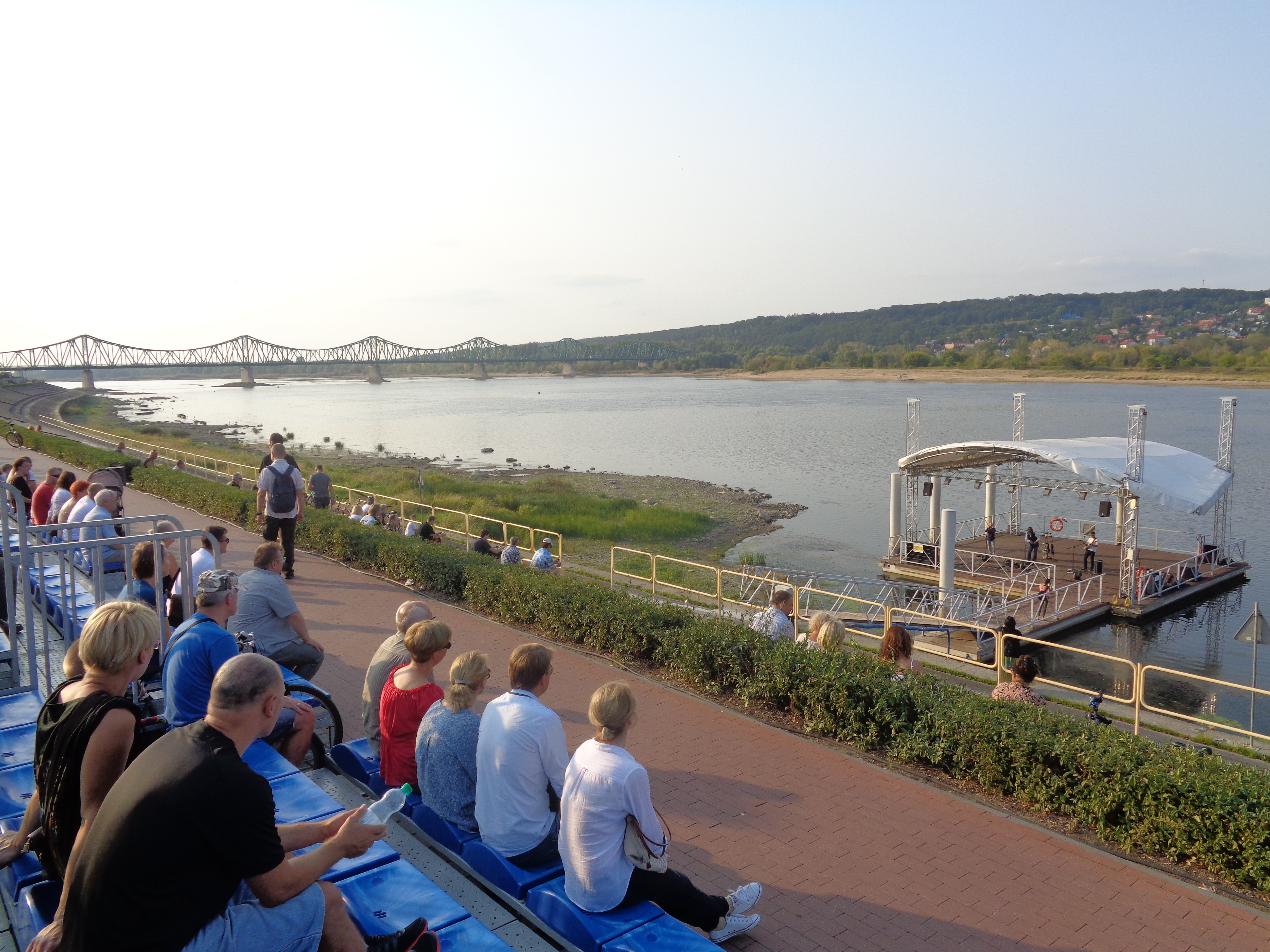
Público usando bancos durante um concerto no Palco Fluente
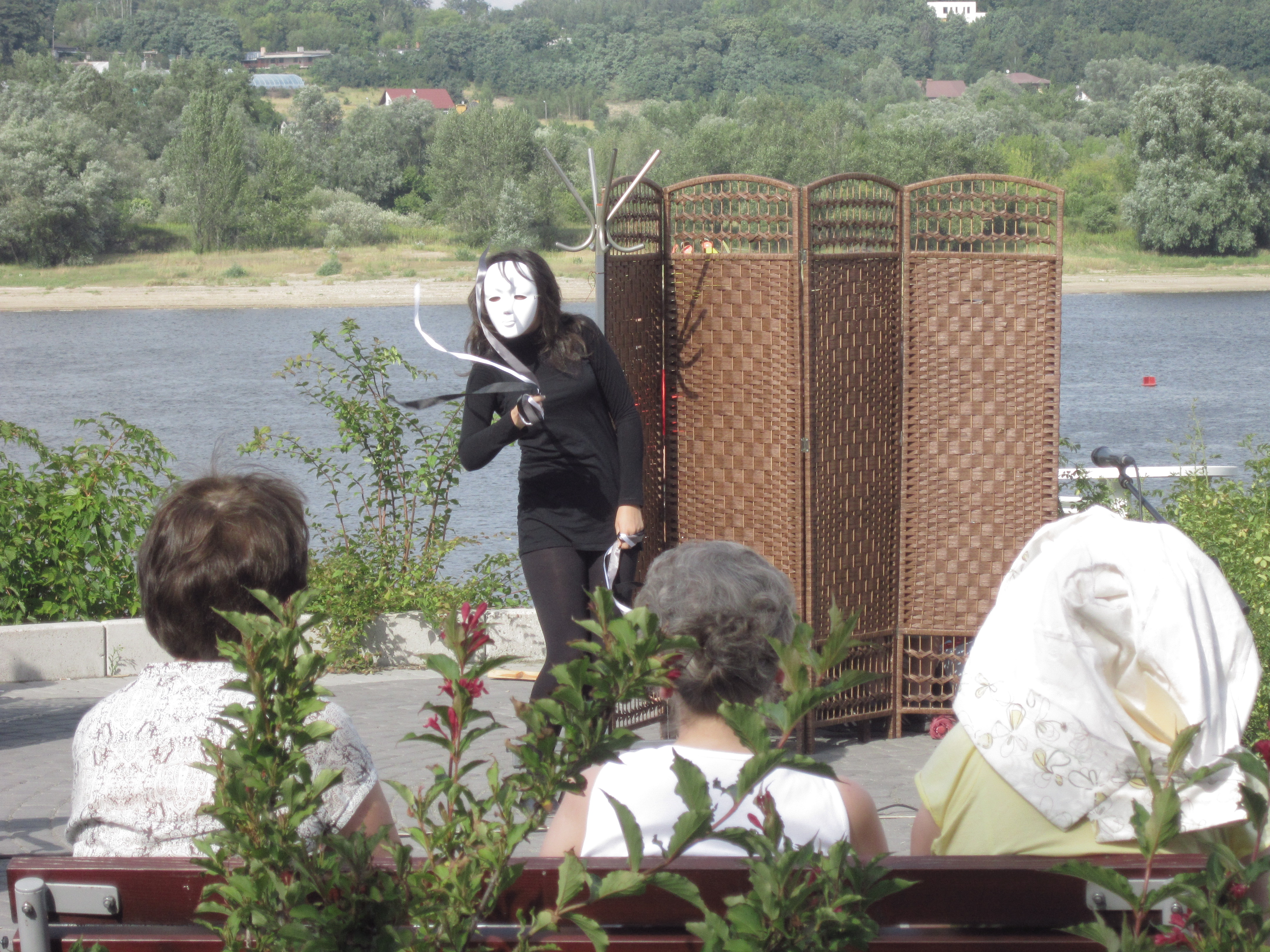
Peça teatral durante de Dique da Arte
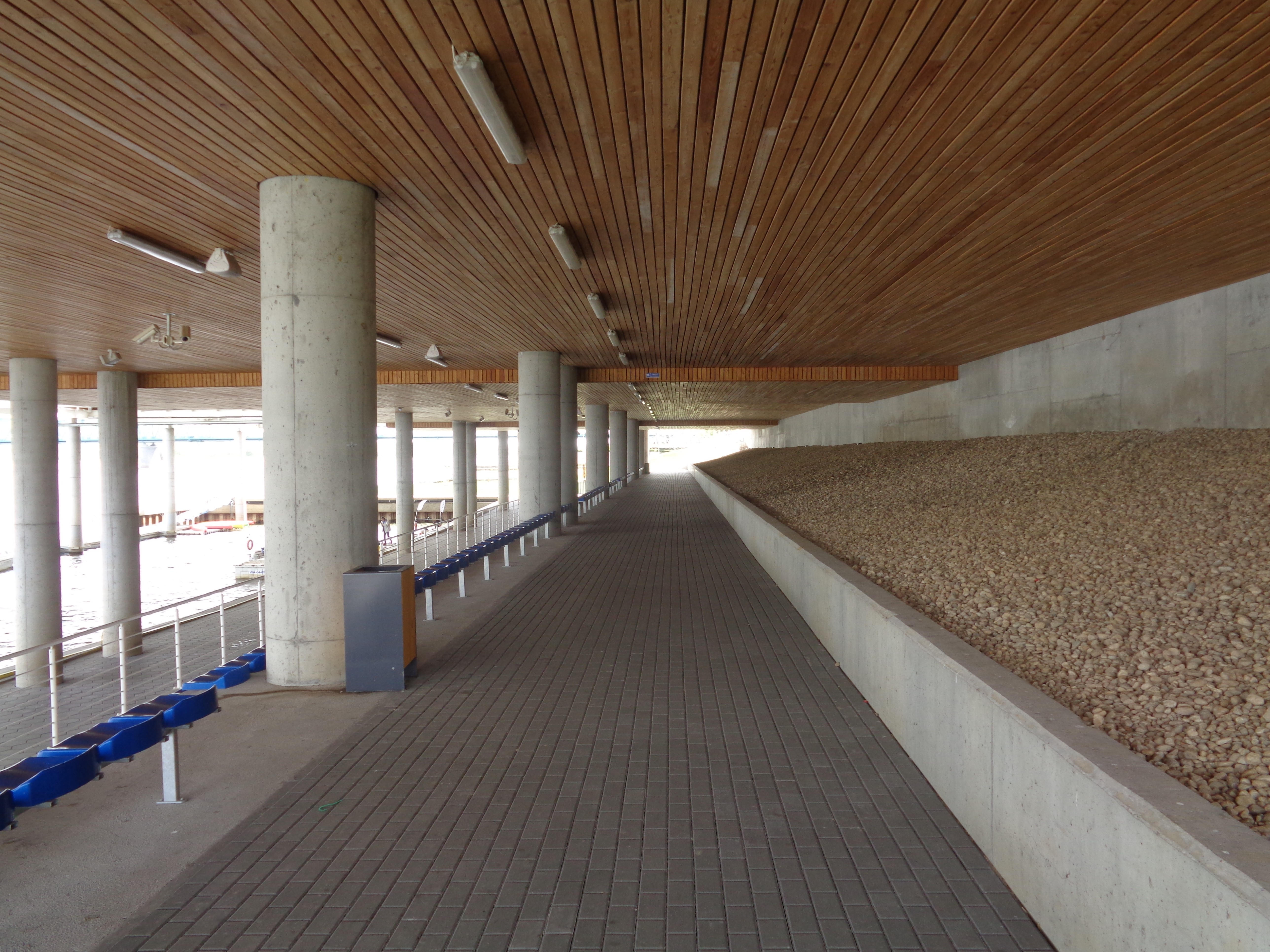
Marina no Vistula
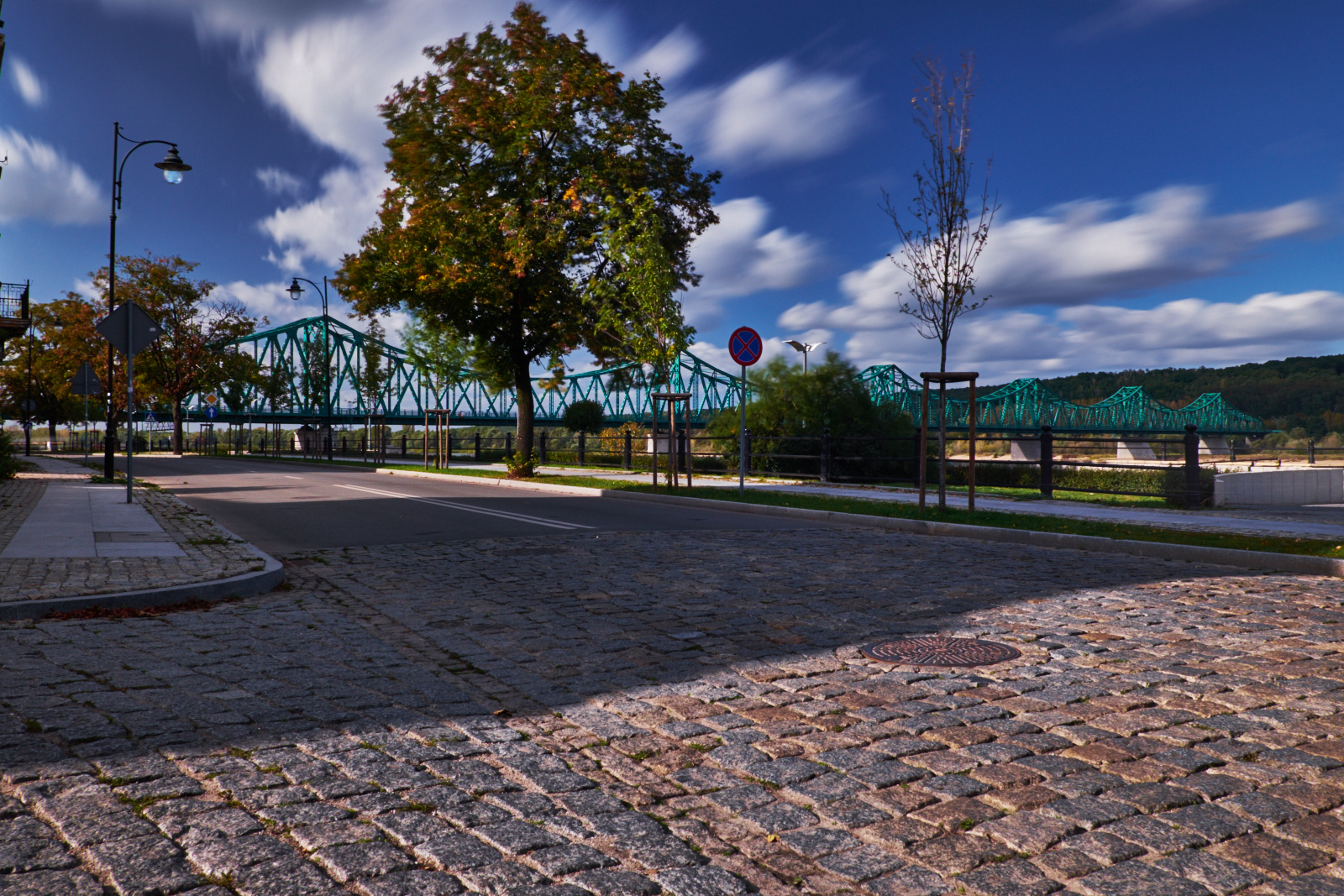
Os diques Marechal Józef Piłsudski em Włocławek
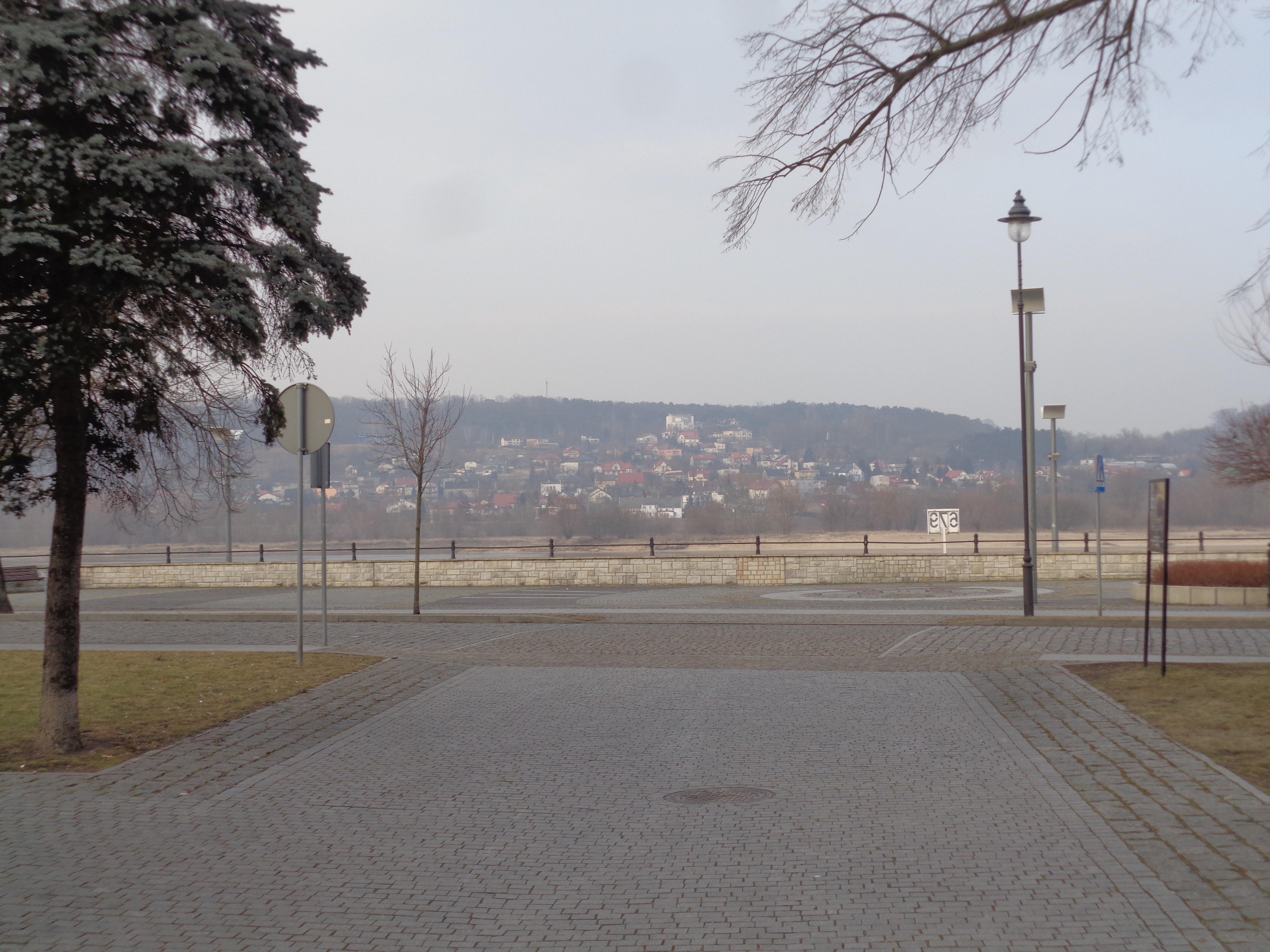
Vista para os diques e Zwiśle da praça da Igreja São João em Włocławek
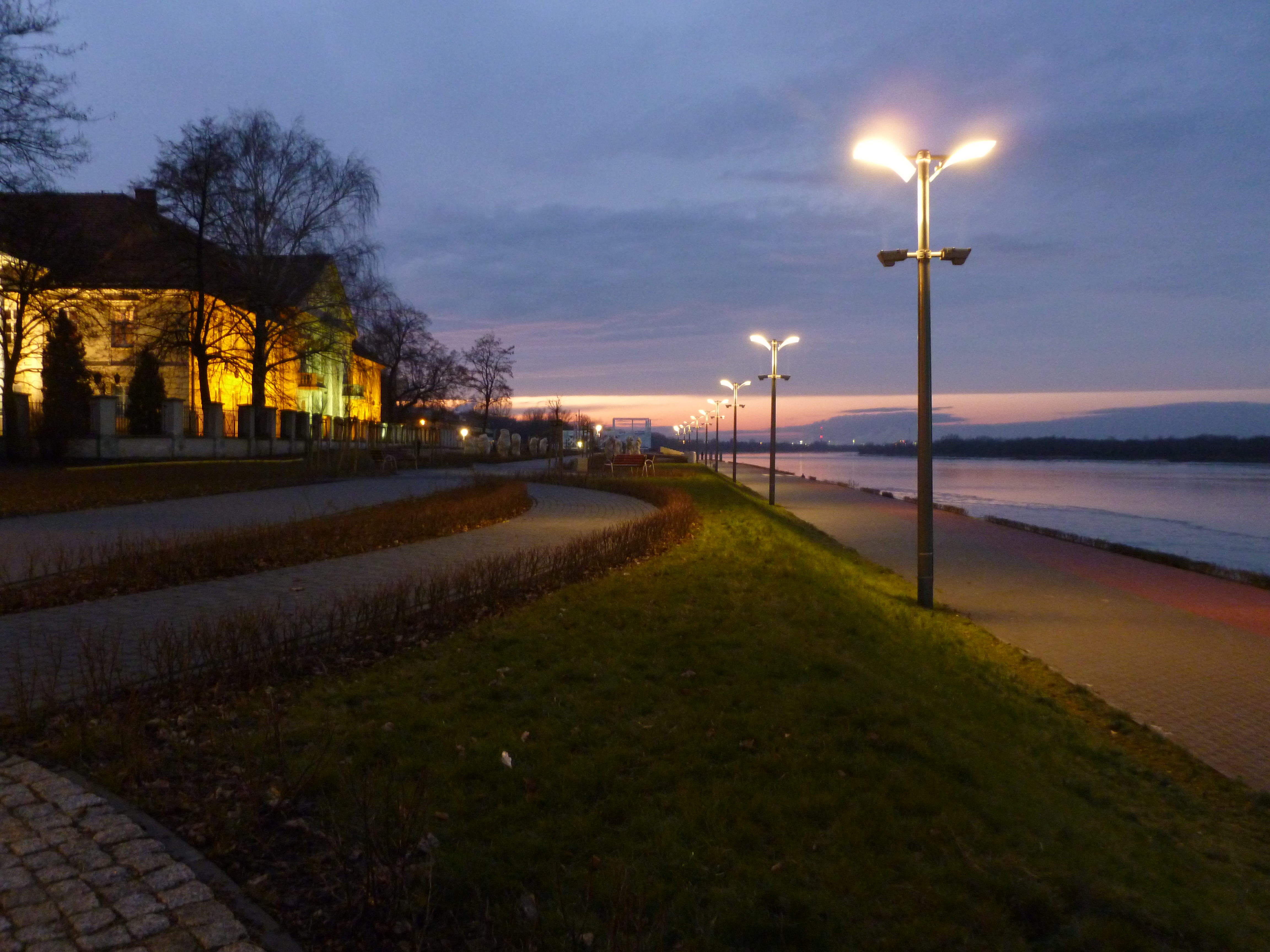
Os diques Marechal Józef Piłsudski em Włocławek na noite
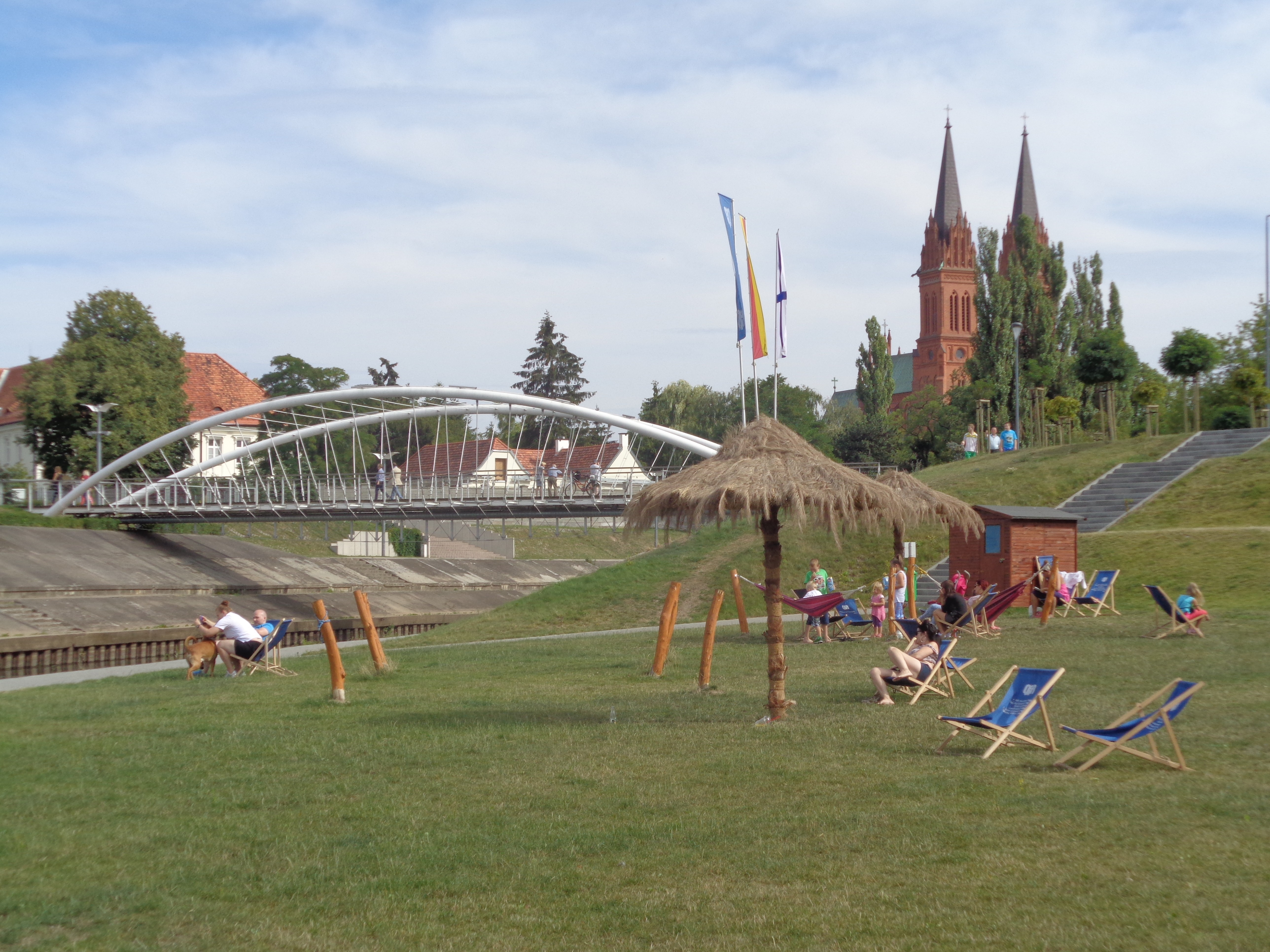
Praca perto da Marina Jerzy Bojańczyk em Włocławek
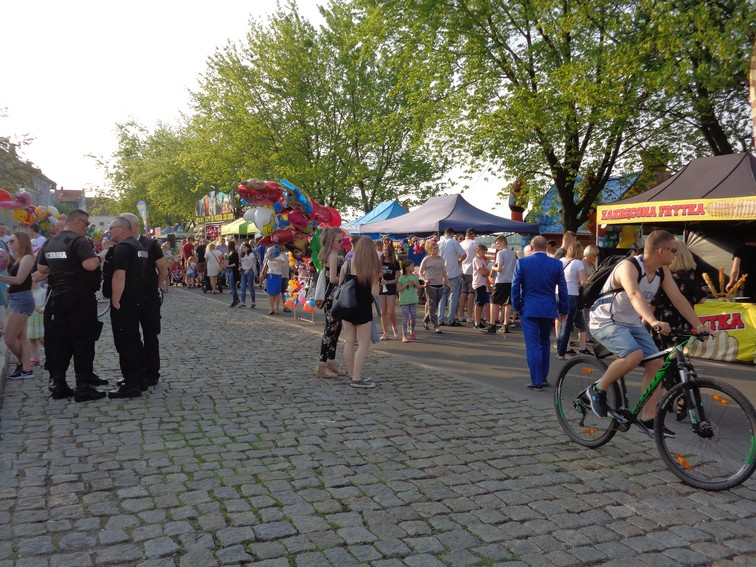
Festa da ocasião de Majówka nos Diques
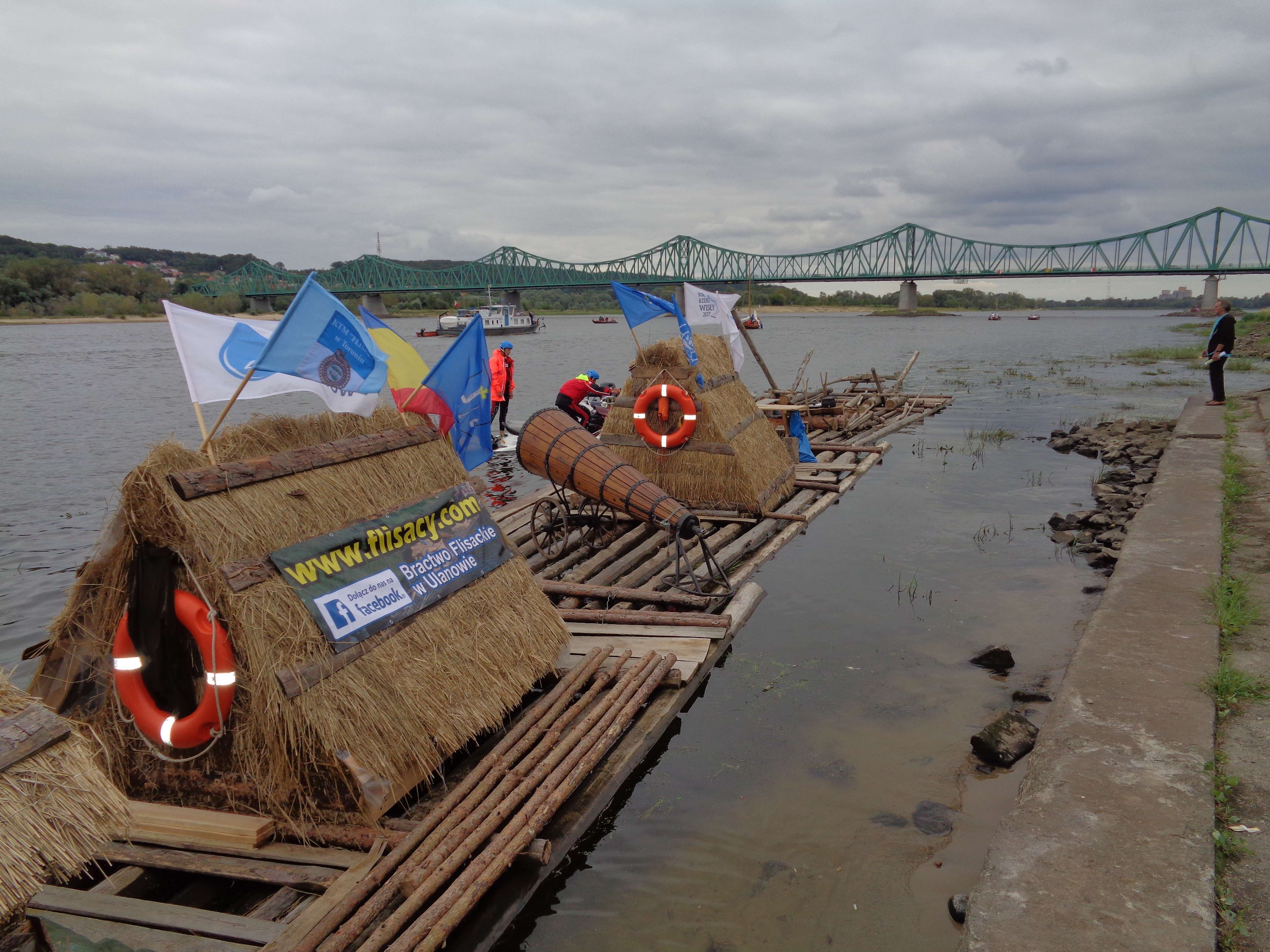
Réplica do barco de flis durante do Festival do Vistula em Włocławek
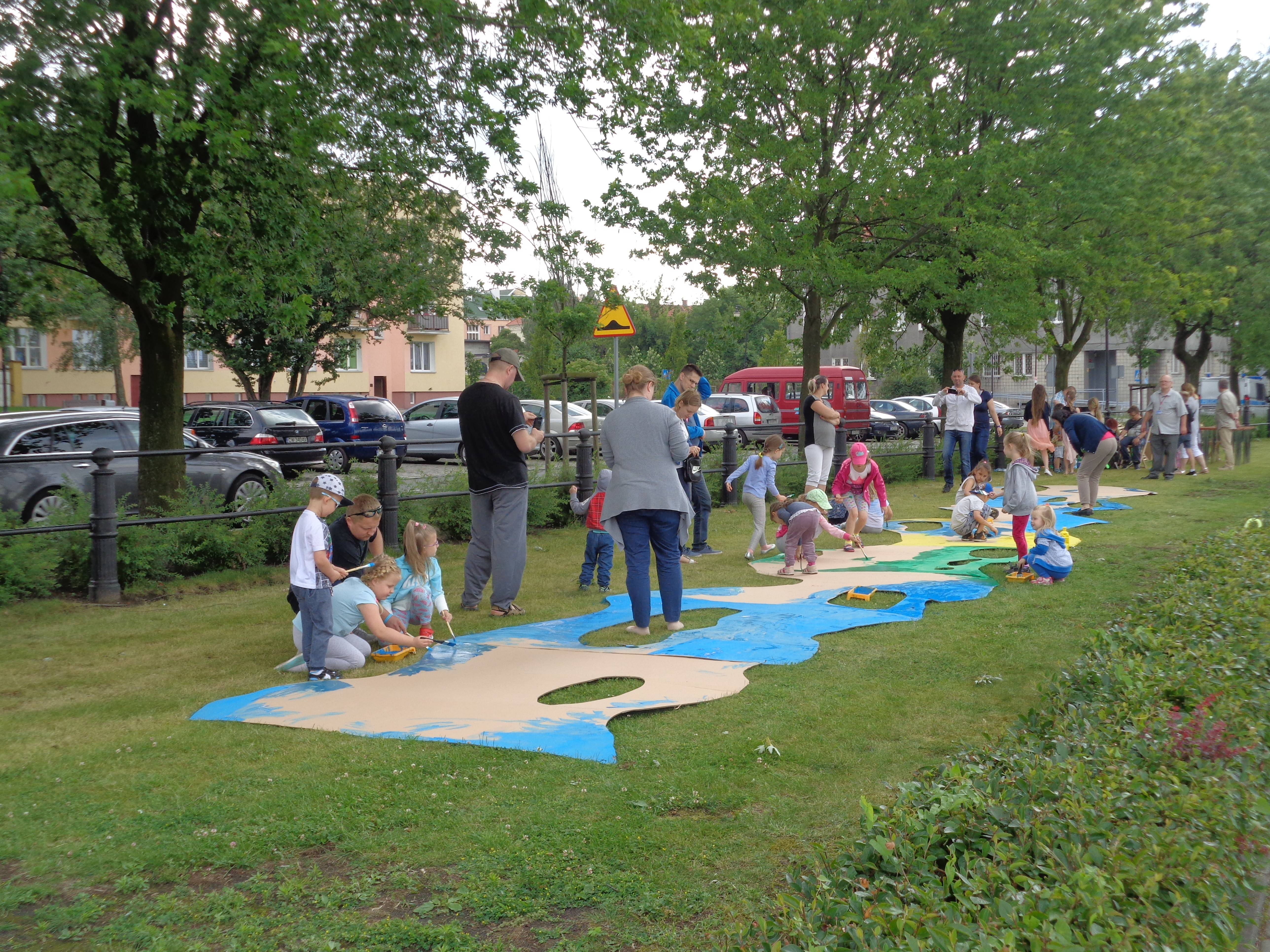
Brincadeiras para crianças durante “Dique da Arte e Esporte”, 2017
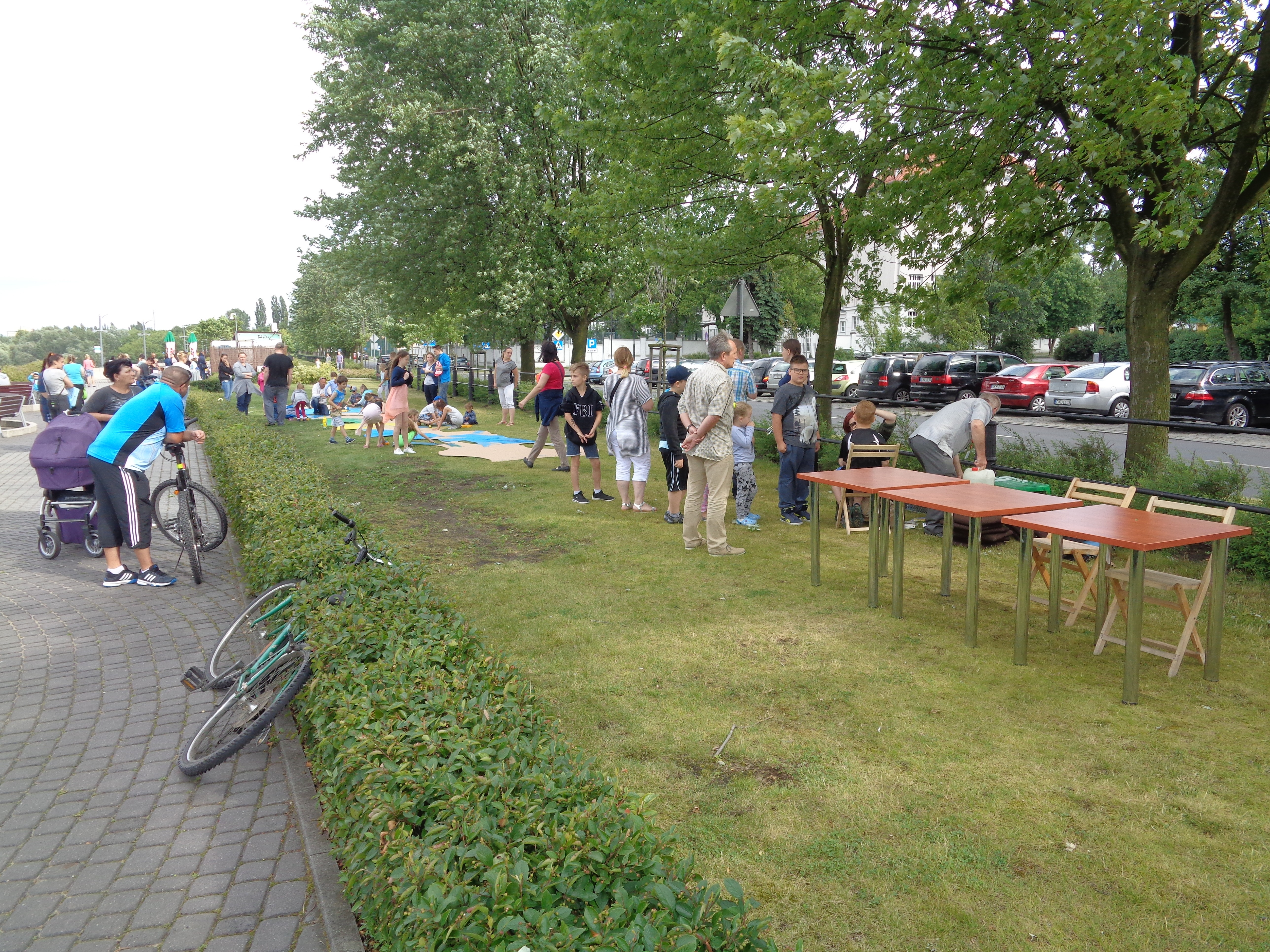
Barracas durante “Dique da Arte e Esporte” em 2017 em Włocławek
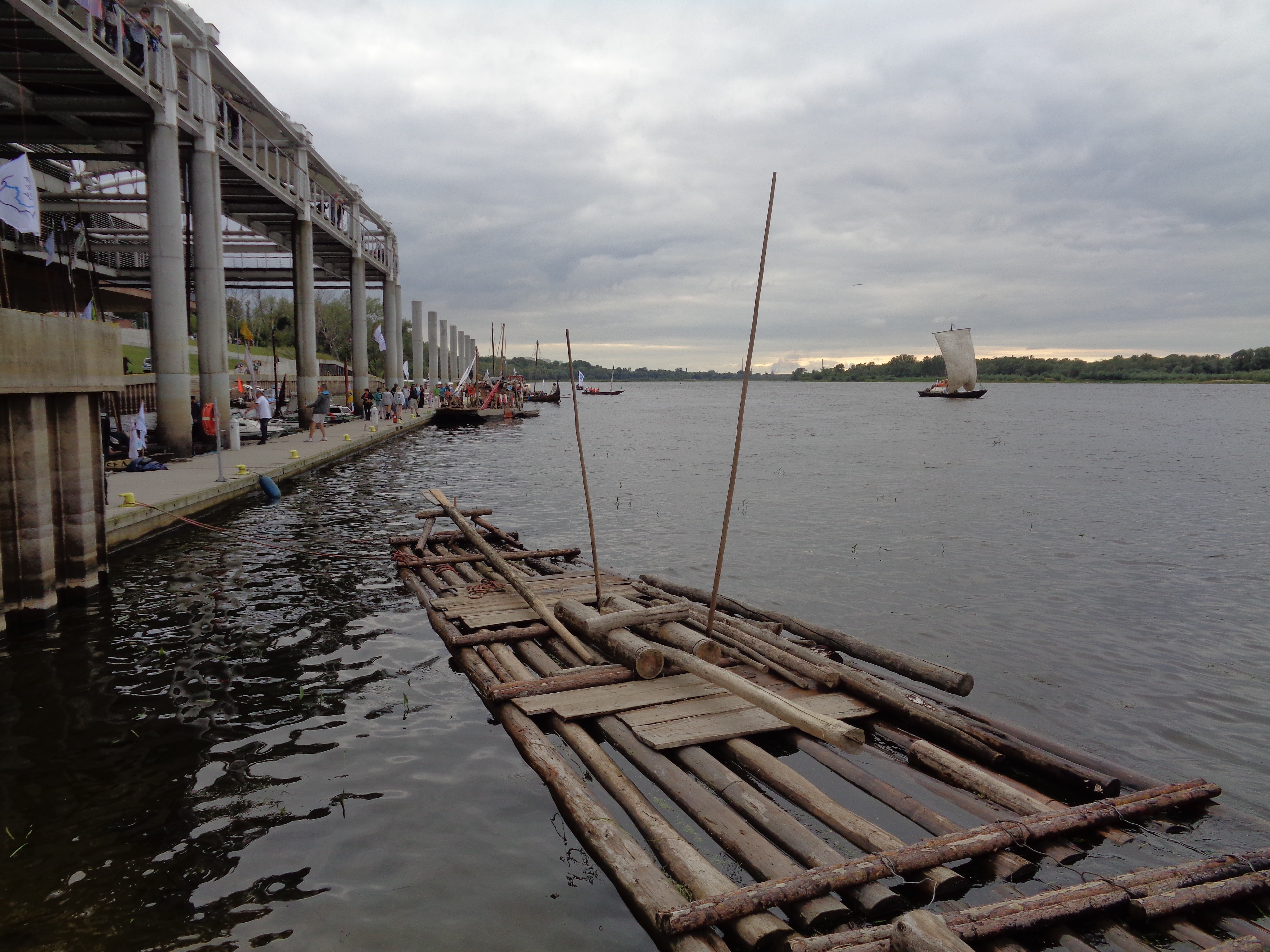
Festival do Vistula em Włocławek 2017
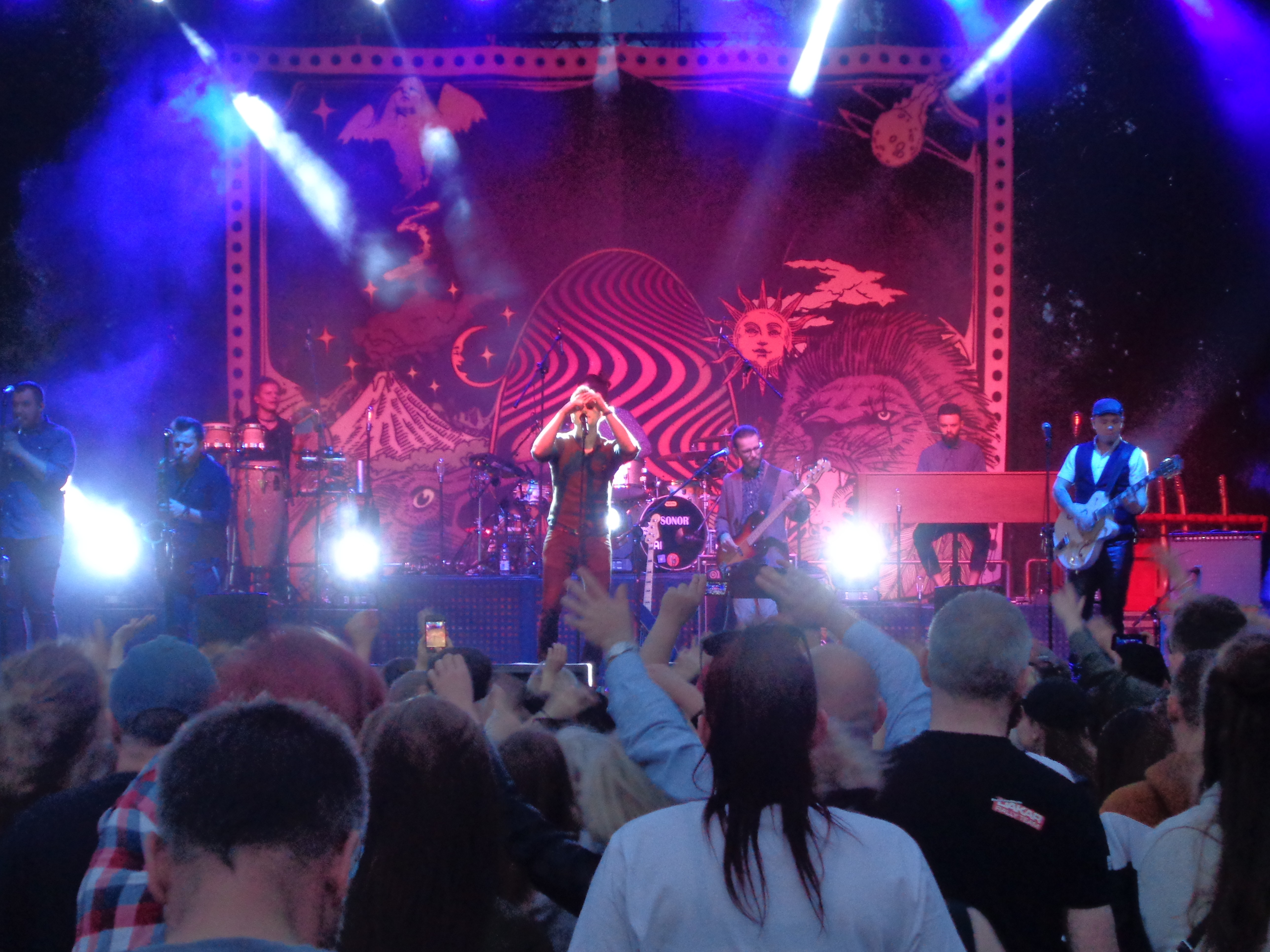
Concerto de Mrozu durante da festa “Majówka” nos Diques em Włocławek
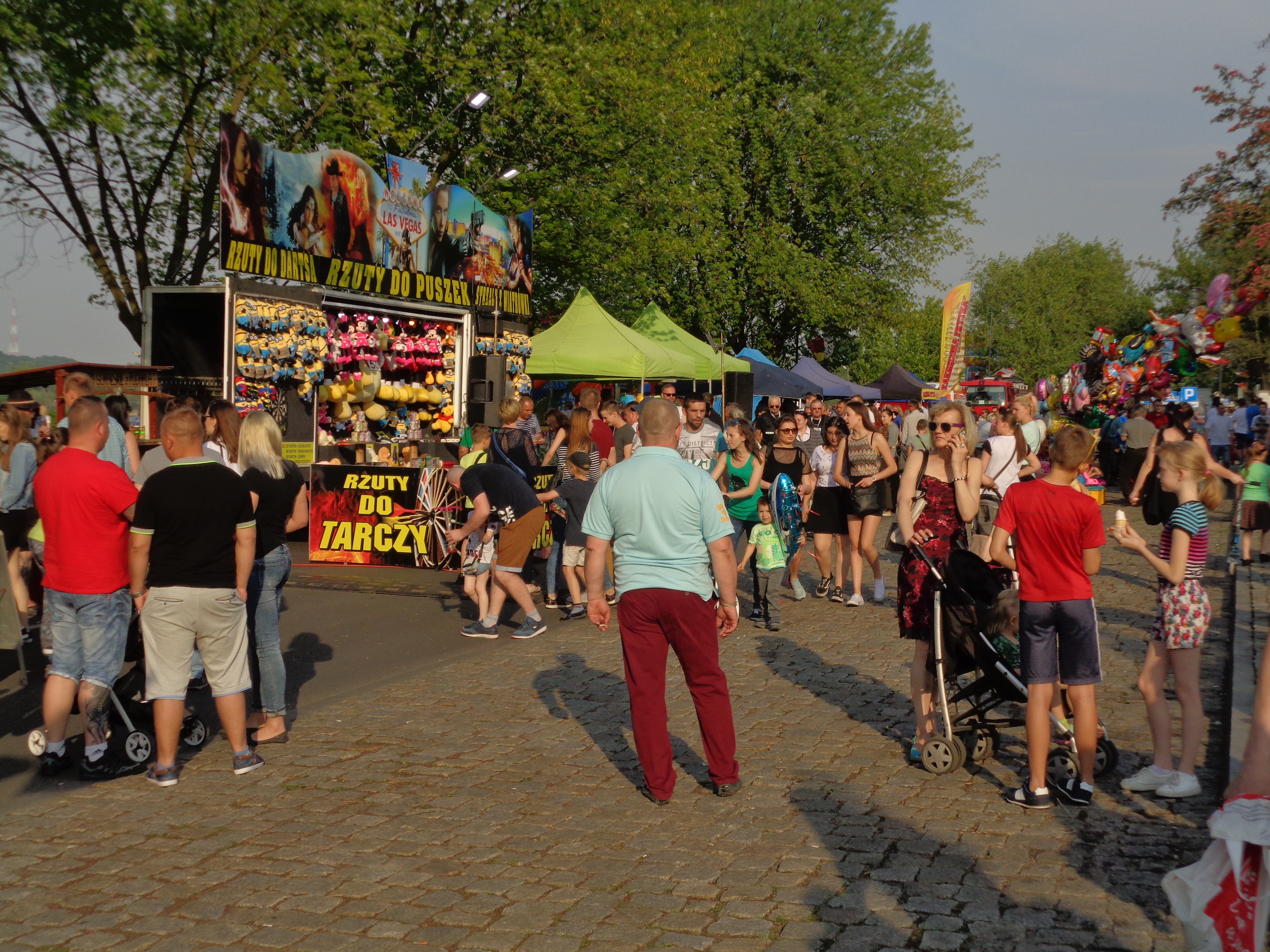
Majówka nos Diques em Włocławek